# Naděžda Plíšková
Naděžda Plíšková (6. listopadu 1934 Rozdělov u Kladna – 16. září 1999 Praha) byla česká grafička, keramička, autorka sochařských objektů a básnířka.

## Život
Naděžda Plíšková studovala grafiku na Vyšší uměleckoprůmyslové škole v Praze (1950–1954, prof. Jaroslav Vodrážka) a v letech 1954–1958 obor grafika na Akademii výtvarných umění v Praze (prof. Vladimír Silovský). V letech 1958–1959 absovovala stipendijní pobyt na Vysoké škole grafiky a knižního umění v Lipsku (prof. Gerhard Kurt Miller), který ukončila sérií dřevořezů ke knihám Karla Čapka. Poté byla přijata na obor malba v ateliéru prof. Karla Součka na pražské AVU, kde po ukončení studia (1961) strávila ještě dva čestné roky a složila státní zkoušku (prof. Jiří Kotalík).
Kromě grafiky se zabývala tvorbou keramiky, psala poezii a stýkala se s umělci a teoretiky z okruhu Křižovnické školy. V roce 1964 se provdala za sochaře a grafika Karla Nepraše. Jejich dcera Karolína Neprašová-Kračková je rovněž výtvarnice. Od roku 1969 byla členkou SČUG Hollar.
V letech 1968–1969 absolvovala stipendijní pobyt ve Stuttgartu a měla zde i autorskou výstavu společně s Jiřím Balcarem. Vrátila se do Československa okupovaného vojsky Varšavského paktu. Další stipendium jí nabídla Fordova nadace v listopadu 1969, ale povolení k odjezdu do USA již nedostala.
Po narození dcery (1975) a při omezené možnosti vystavovat se věnovala převážně tvorbě ex libris a psaní poezie pro samizdatové sborníky. Za normalizace měla jen několik výstav v malých neoficiálních galeriích.
V roce 1982 utrpěla vážný úraz páteře, podstoupila operaci a dlouhodobou rekonvalescenci. Po návratu z nemocnice, v dusivé atmosféře husákovské normalizace, téměř rezignovala na vlastní tvorbu. V roce 1983 píše Jindřichu Chalupeckému: „Kdybyste věděl, jak je těžké zvykat si na to, že s váma už nikdo nepočítá, a sledovat průměry, pilné průměry, co vystavují, intrikují a jedou vesele dál“ 
Po pádu komunistického režimu roku 1989 byla zakládající členkou volného sdružení Tolerance, ale její výtvarné i literární dílo je až do konce 90. let zřetelně poznamenáno neradostným osobním údělem. Zemřela v Praze 16. září 1999. Je pohřbena na hřbitově u kostela svatého Jiří v Libušíně.

## Dílo literární
Verše a prózy, vznikající od konce 50. let a poté zvláště v 70. letech, zveřejňovala v samizdatových publikacích – Česká expedice, Spektrum, Vokno, Revolver revue, Lidové noviny aj. V samizdatu vyšel roku 1982 také básnický soubor Třináct básniček (Žába na prameni). Některé z těchto textů jsou zahrnuty do sbírky Plíšková podle abecedy (1991). Básně a prózy stylizované jako odposlechnuté monology a promluvy v restauračních zařízeních tvoří knihu Hospodská romantika (1998). Časopis A2 zařadil tuto knihu v roce 2020 do českého literárního kánonu po roce 1989, tedy do výběru nejdůležitějších českých knih v období třiceti let od sametové revoluce. Naděžda Plíšková je uvedena v torontském Slovníku českých spisovatelů (1982).
Básně shrnuté do svazku Plíšková sobě (2000) jsou převážně reflexí osobních vztahů od mateřství a přátelských večírků až k stále silnějšímu vnímání ztráty lásky, kruté osamělosti, úvahám o konci života. Posmrtně vydaná knížka obsahuje tvorbu let 1997–1999, některé texty nezařazené do jiných publikací a v edičních poznámkách i přepis dopisů Jindřichu Chalupeckému.
Komentářem autorky k některým životním mezníkům je její rozhovor s Andrejem Stankovičem v Revolver Revue č. 47 z roku 2001, který byl na její přání publikován až posmrtně.

Naděžda Plíšková: "S L U N Í Č K O by mělo svítit spíš v noci, ve dne je i tak dost světla"

## Dílo výtvarné
Naděžda Plíšková vzbudila pozornost již svými bravurními kresbami a grafickými listy na skupinových výstavách mladých výtvarníků počátkem 60. let 20. stol. Její tvorba působí dodnes aktuálně, ačkoliv náměty jejích nejznámějších děl reflektují stav společnosti před rokem 1970. Projevuje se v nich její pronikavá inteligence, živý smysl pro humor a ostrou ironii i vyjádření absurdity specifických životních situací.
V prvních kresbách se ještě hlásí k informelu a k odkazu surrealismu (Dvojice, 1963, Hlava, 60. léta), ale postupně se soustřeďuje na ironickou reflexi dobových témat (Na téma Césarův palec, 1970). Jejím dílem z 60. let prostupovala invence, naděje a možná i naivita desetiletí, které zásadně ovlivnilo všechno, co se v umění od té doby stalo.

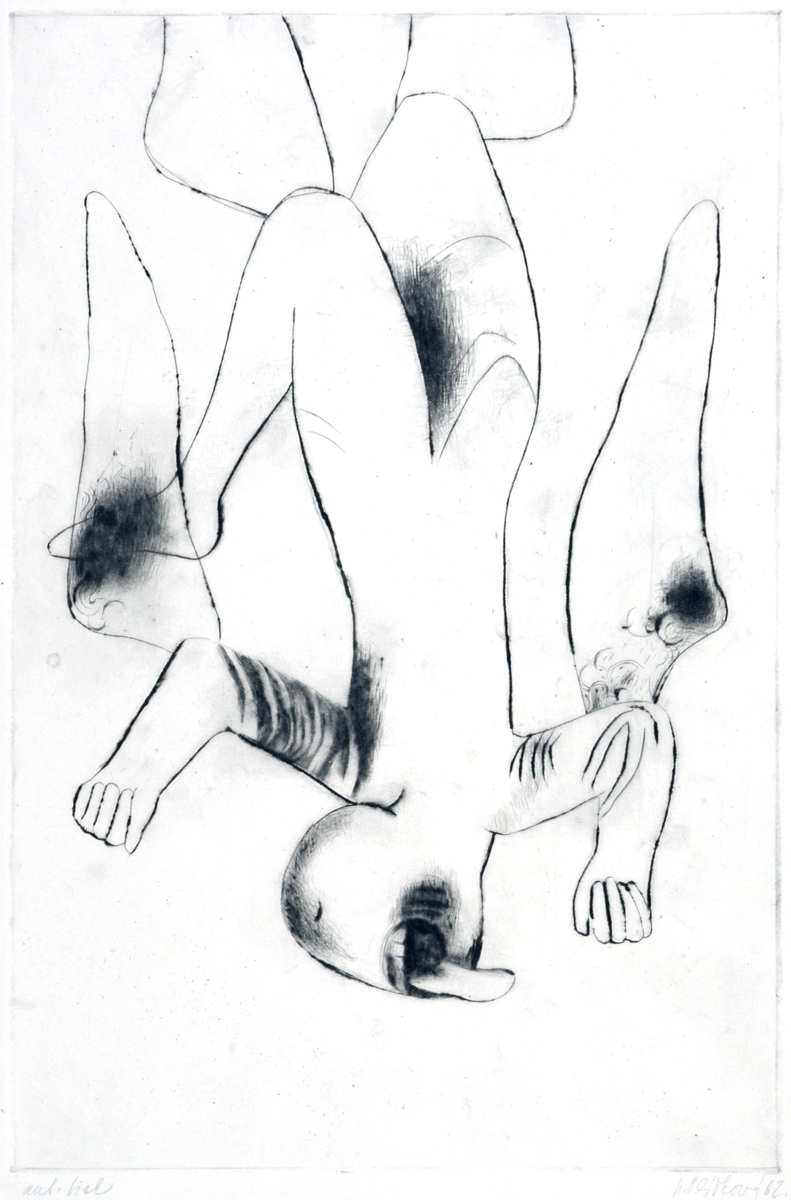
Pád Ikarův, 1962
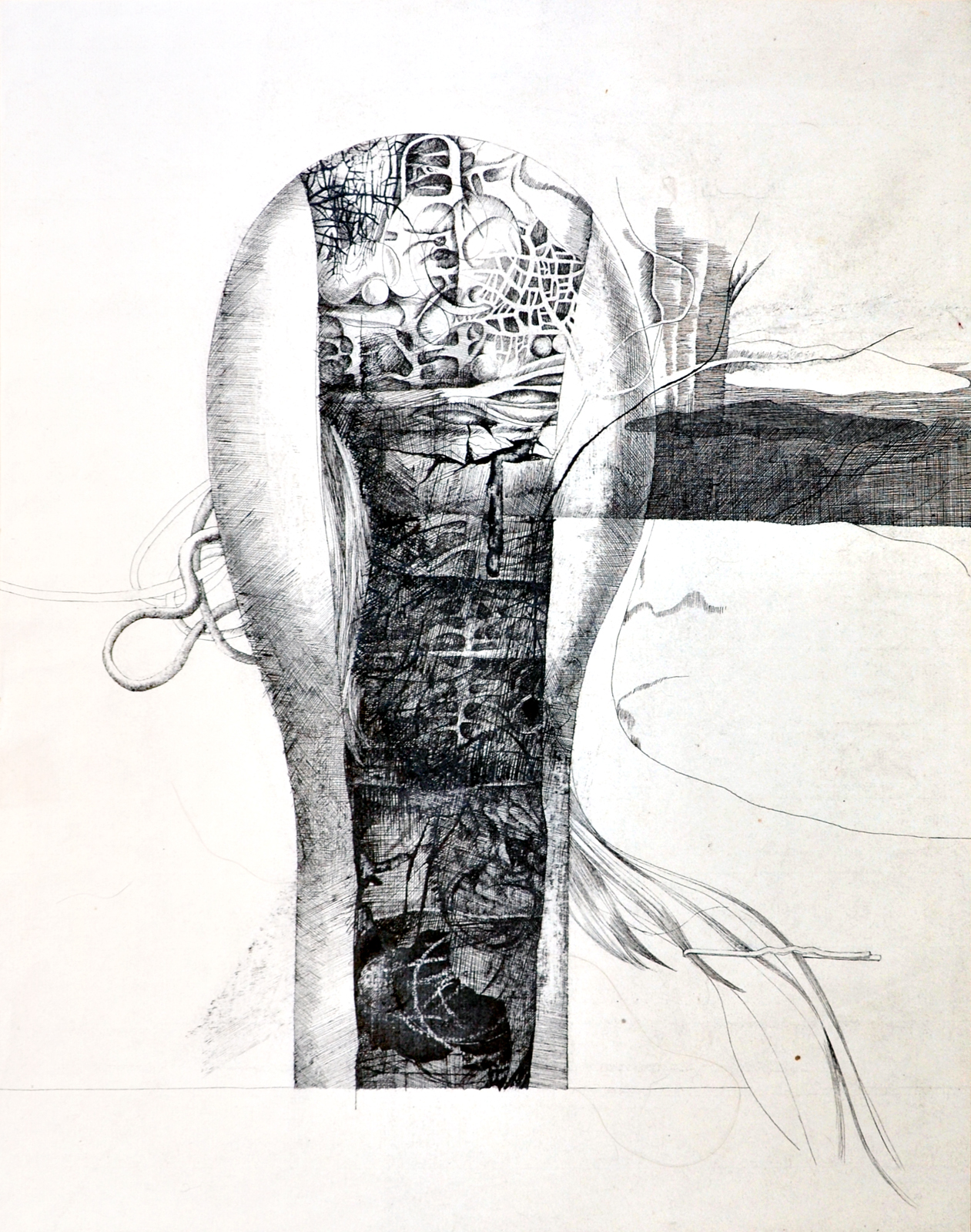
Bez názvu (Hlava), 60. léta 20. stol.
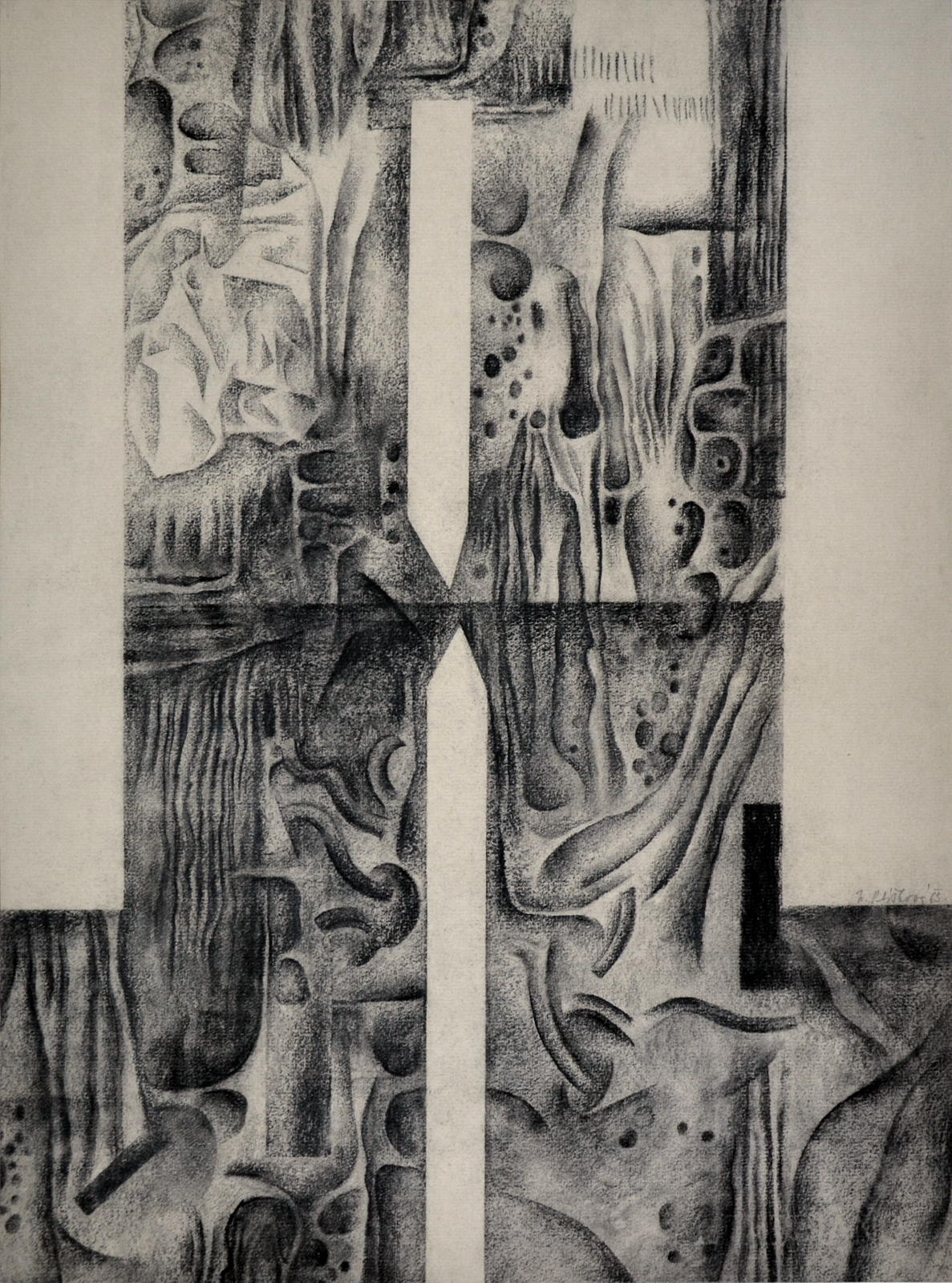
Dvojice, 1963
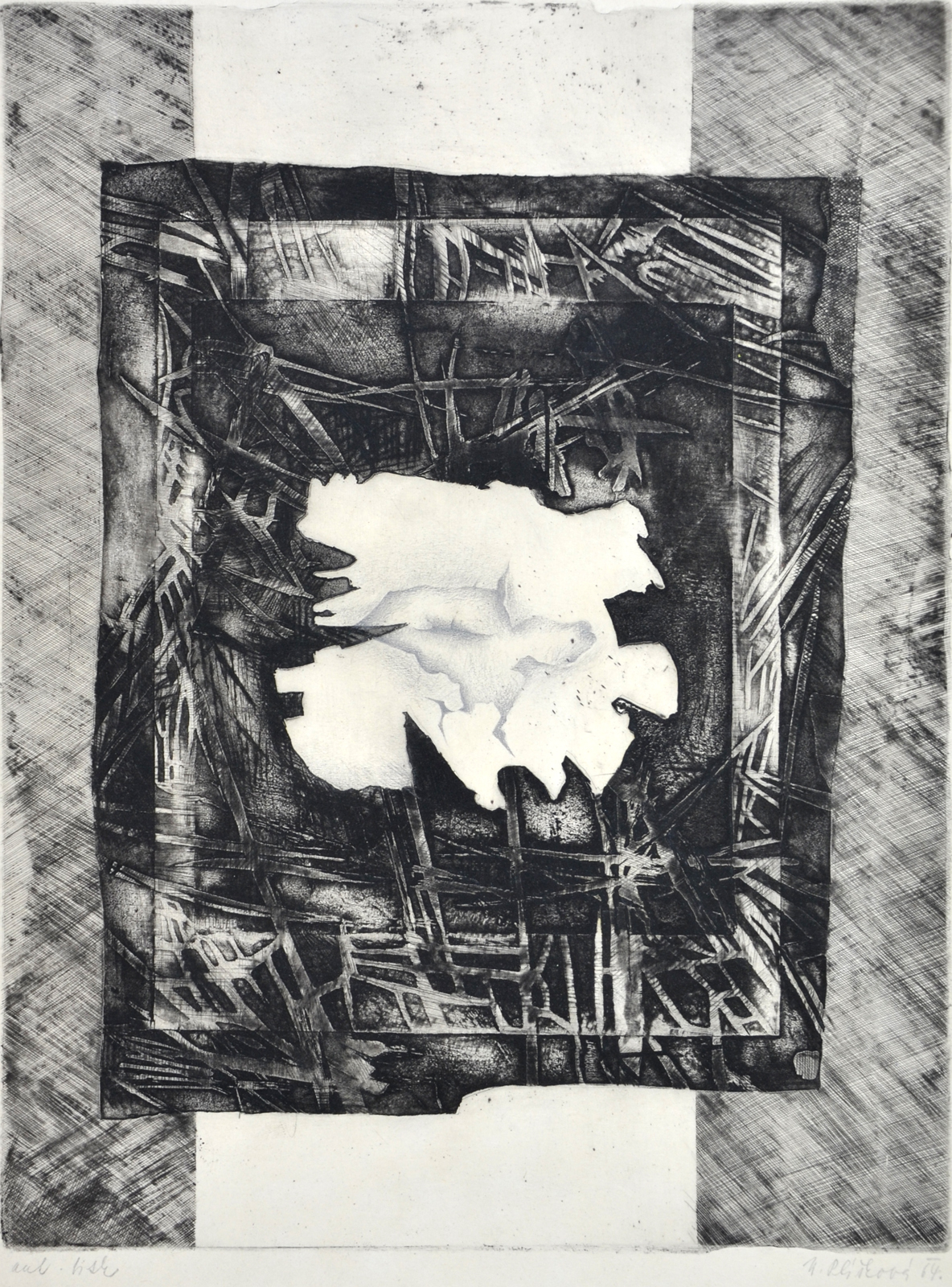
Studie I, 1964
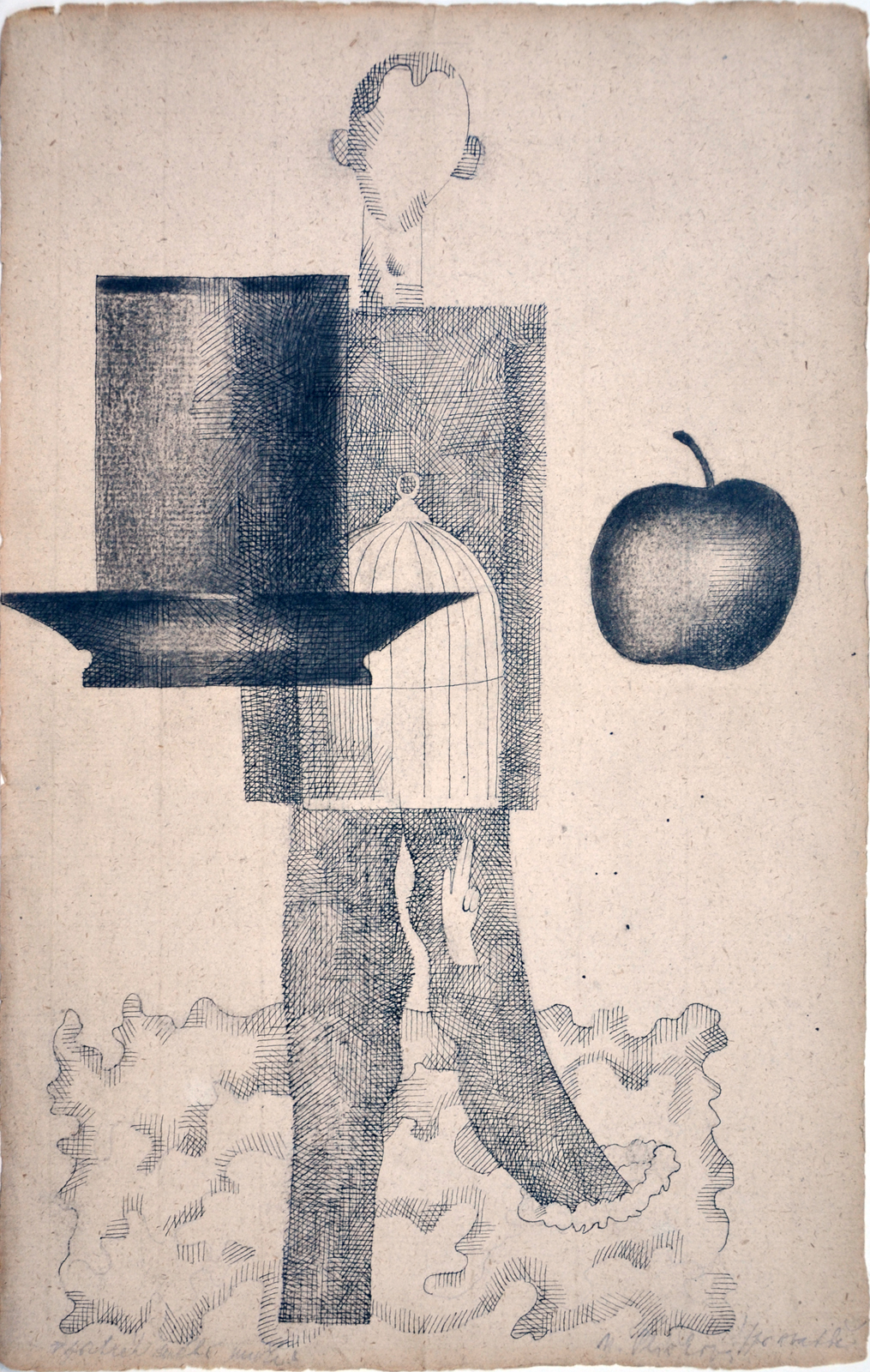
Portrét mého muže (po svatbě), kresba tuší, 37x23 cm, 1964

Naďa Plíšková by se dala označit nejspíše za nástupkyni dadaistů. Její graﬁky mají svůj vlastní řád, který je však podnícen podivnými pravidly vládnoucími v absurdním světě, kde je všechno převráceno naruby (Já, 1970). Svou výtvarnou virtuozitou dokázala povýšit i banální náměty na umělecké dílo a zároveň samo dílo zpochybnit výzvou k jeho zničení (Malá erotická krabička, 1973). Měla úžasnou fantazii, s níž dokázala lehkou nadsázkou reagovat na nezpochybnitelné hodnoty minulosti (Mona Lisa, 1968; Vzpomínka na Botticelliho, 1968; Hrací kostka Hieronyma Bosche, 1973) i relativizovat všední situace (Triptych, 1967). Plíšková originálním způsobem reflektovala své postavení ženy v převážně patriarchální společnosti zakázaných umělců a undergroundu, např. sarkastickými návrhy z 90. let na svůj pomník, nebo grafickým komentářem propagovaného ideálu dokonalého mladého ženského těla (Přešívání, 1968).

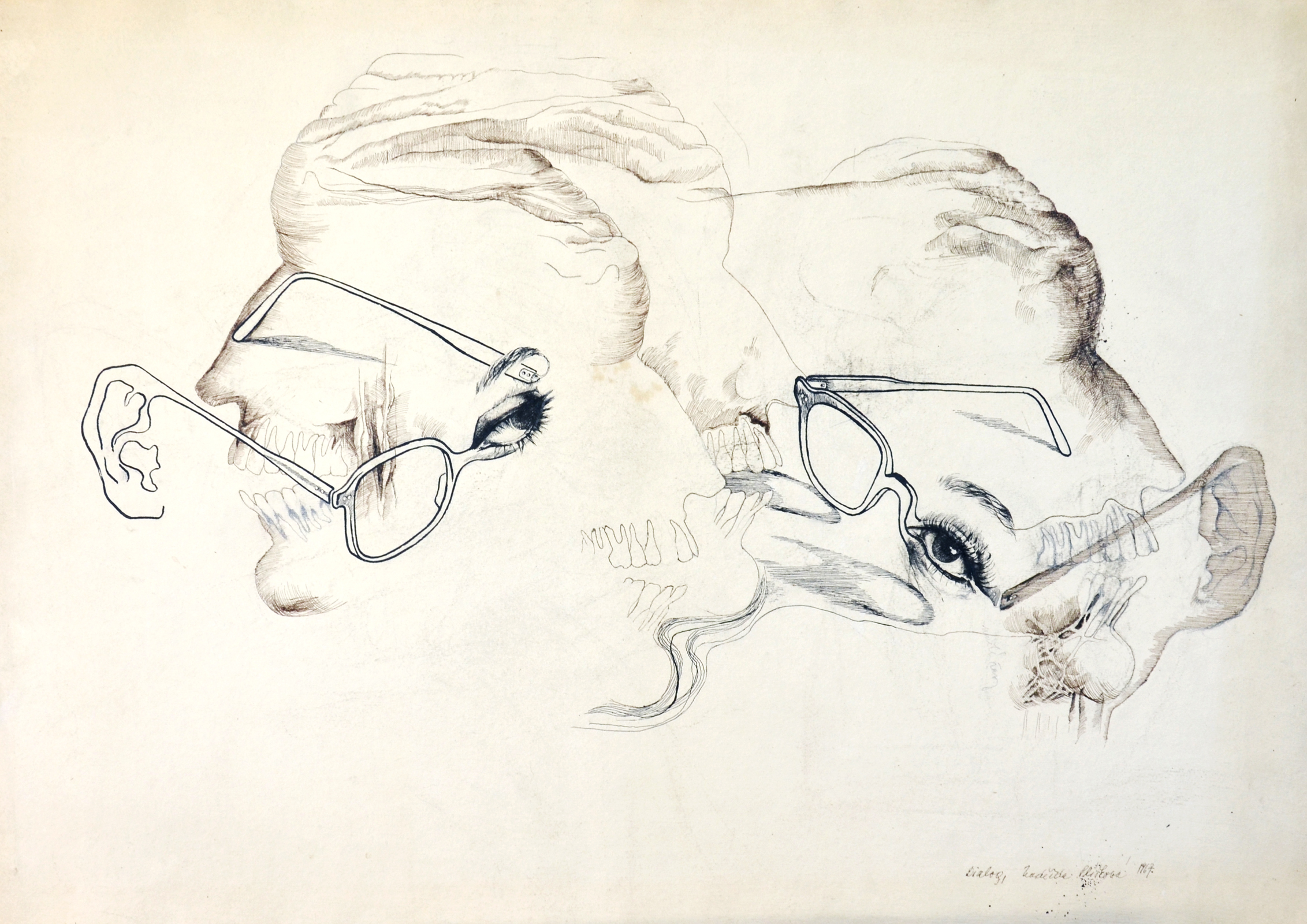
Dialog, kresba tuší, 42x59 cm, 1967
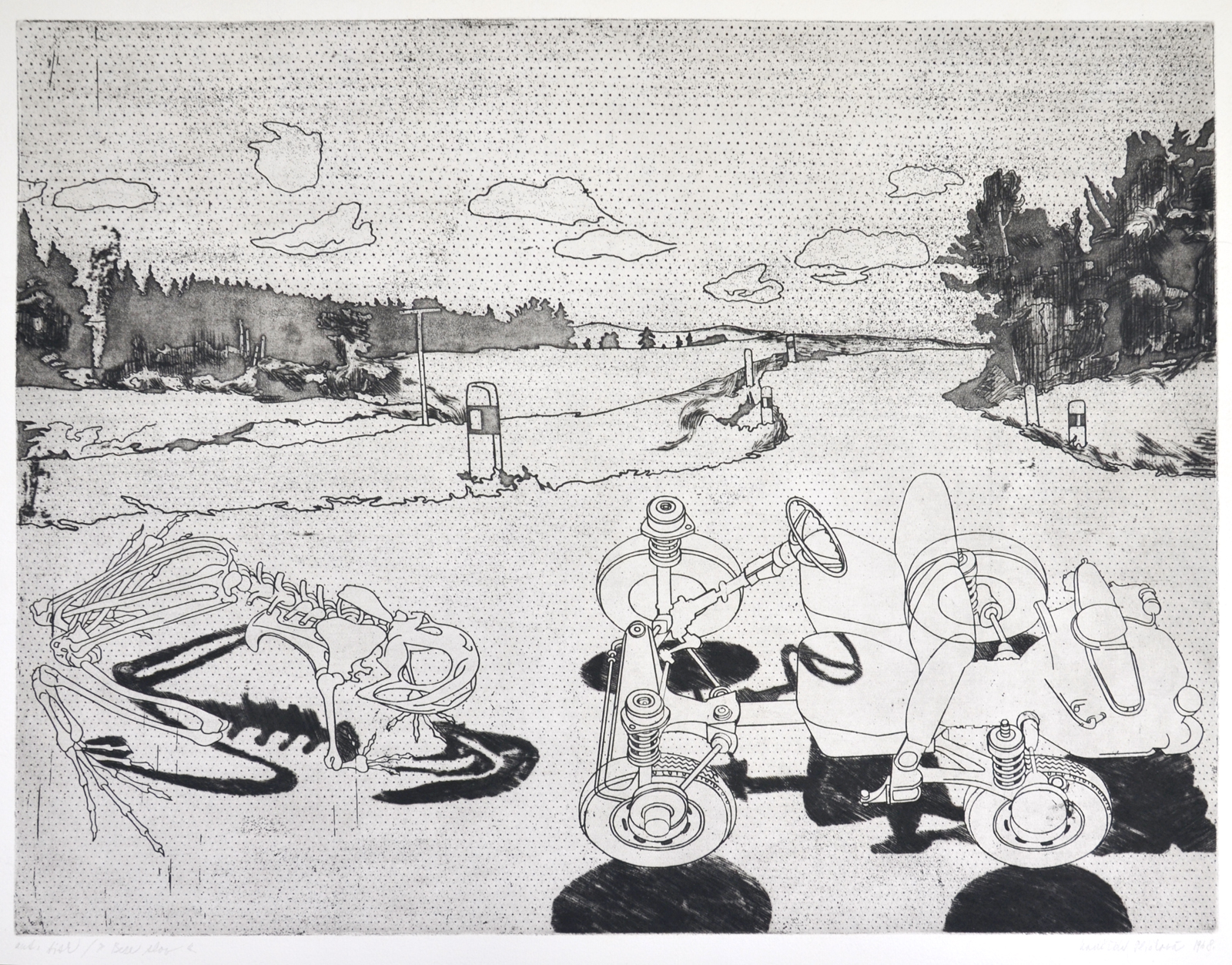
Beze slov, 1968
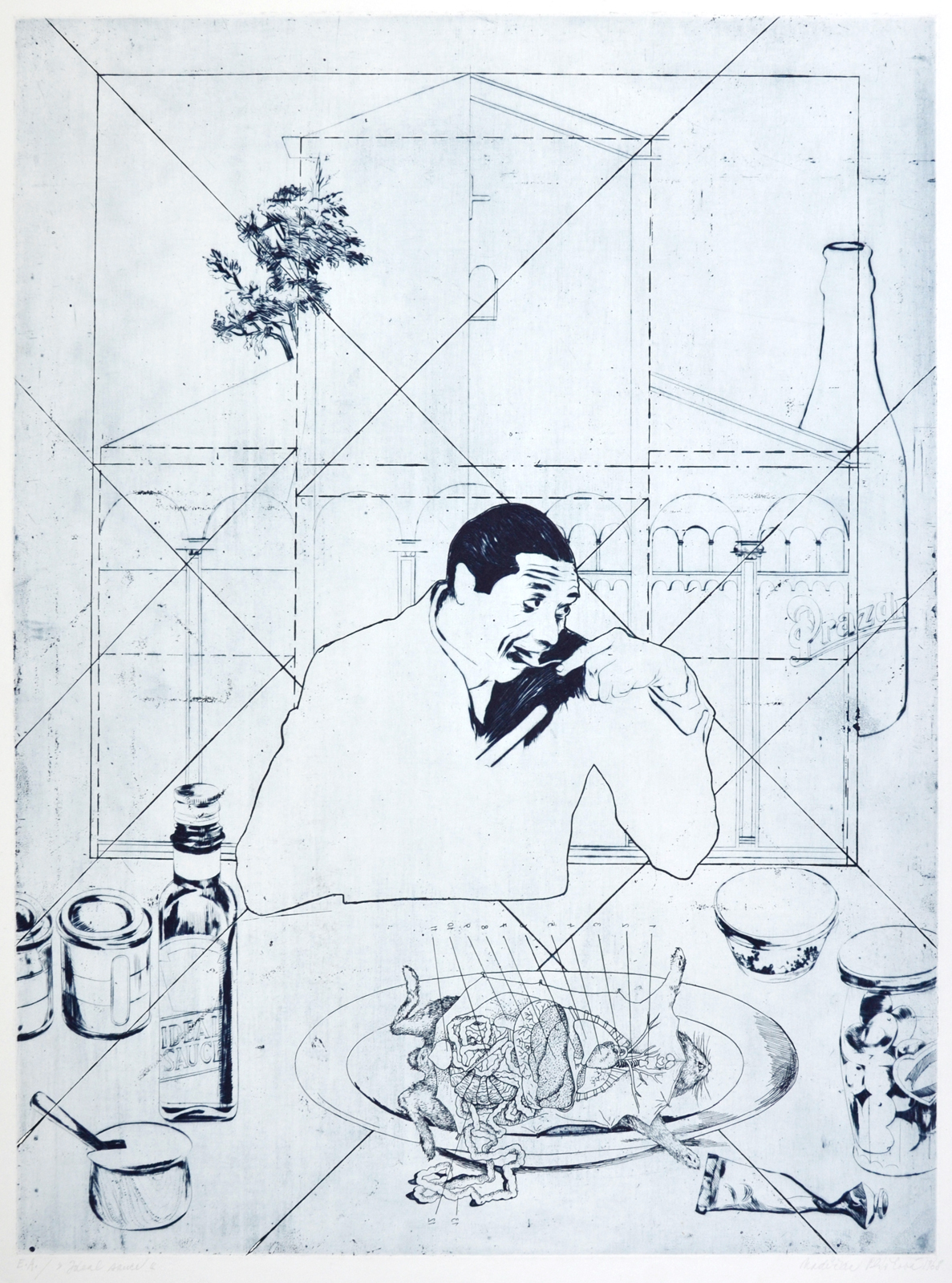
Ideal Sauce, 1968
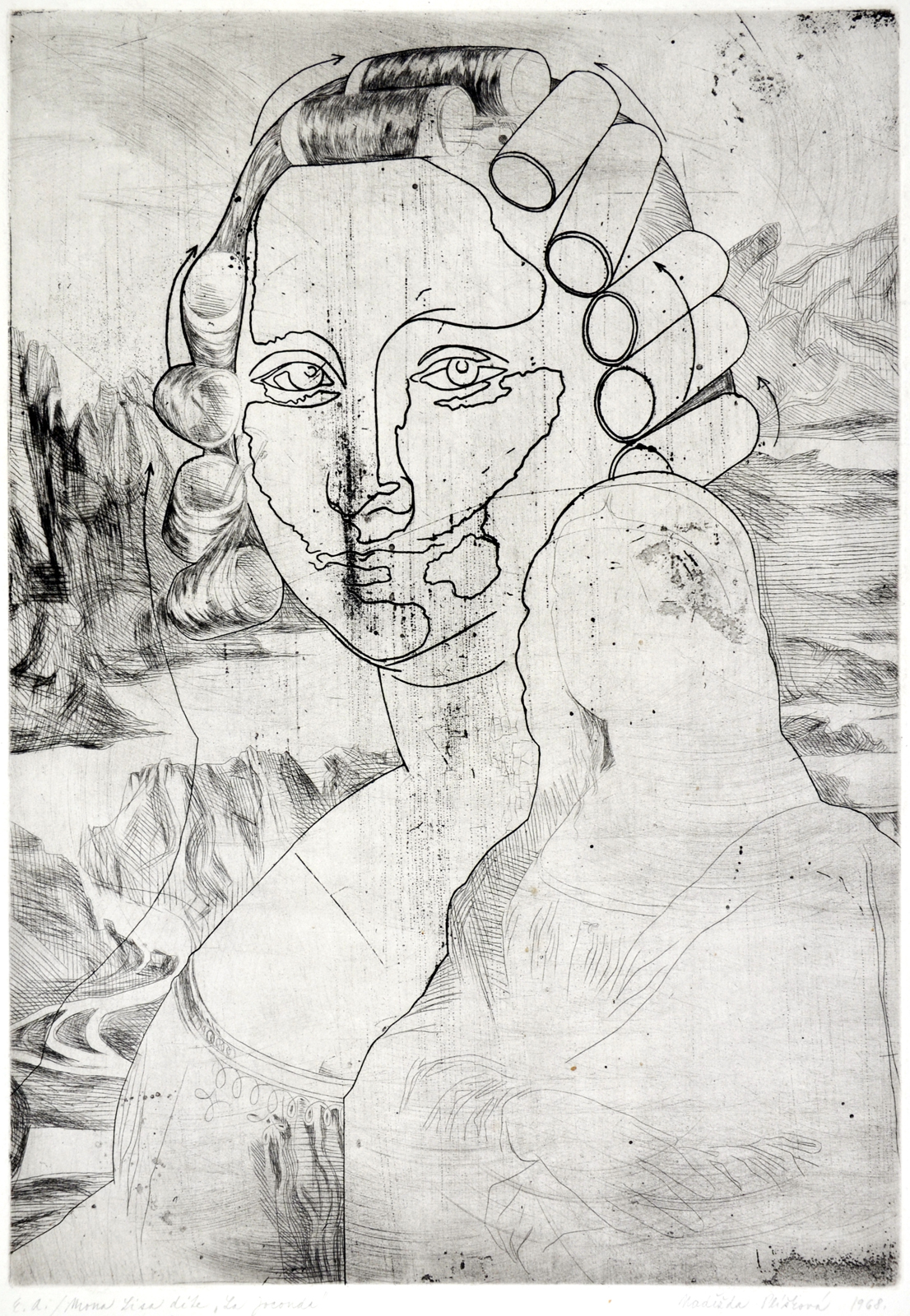
Mona Lisa, dite La Joconda, 1968
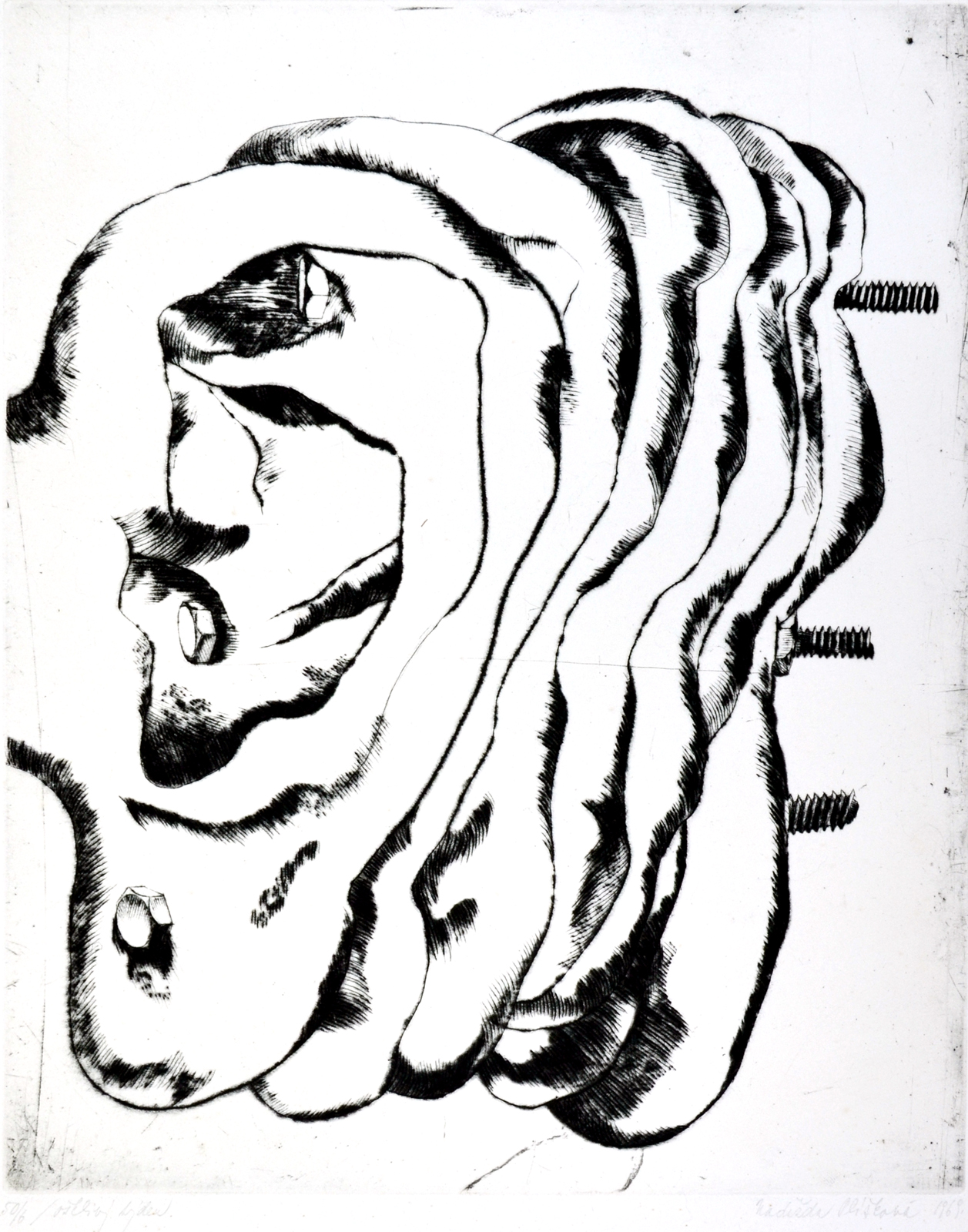
Ošklivý týden, 1969

Všední situace, které s analytickým odstupem pozorovala a zkoumala, mohou svým zpracováním připomenout západoevropský či americký pop art (Ideal Sauce, 1968; Studie k obrazu, 1968), se kterým ji porovnávala většina našich i zahraničních kritiků. Vytvořila však jeho osobitý "evropský komorní ekvivalent", aniž by se držela jakýchkoli vzorů. Kdyby žila v západním světě, zřejmě by se přirozeně zařadila k umělcům, kteří reagovali na konzumní životní styl s ostrou kritičností a zároveň s vyhraněným smyslem pro vyjádření absurdity. Totéž se jí ovšem podařilo aspoň v rámci zdejšího umění, kde mohla čerpat z prostředí, které svádělo k osobité formě českého dadaismu (4 porce držkové polévky přes ulici, 1969; Návrh na pomník Karla Nepraše, 1979).
Plíšková spíše než konzum tematizovala českou pivní kulturu (10 pánů a 1 dáma, 1971) a ztvárňovala symboly socialistické každodennosti, poznamenané omezenou nabídkou. Ironizovala také proklamované sociální jistoty a určitou životní úroveň, které občanům nabízel normalizační režim výměnou za rezignaci na řešení věcí veřejných (Knedlík základ rodiny, 1982). Podle Petra Rezka nelze dílo Plíškové klást do souvislosti s pop-artem, protože jeho rovina kritičnosti i ironie toto zařazení popírá.

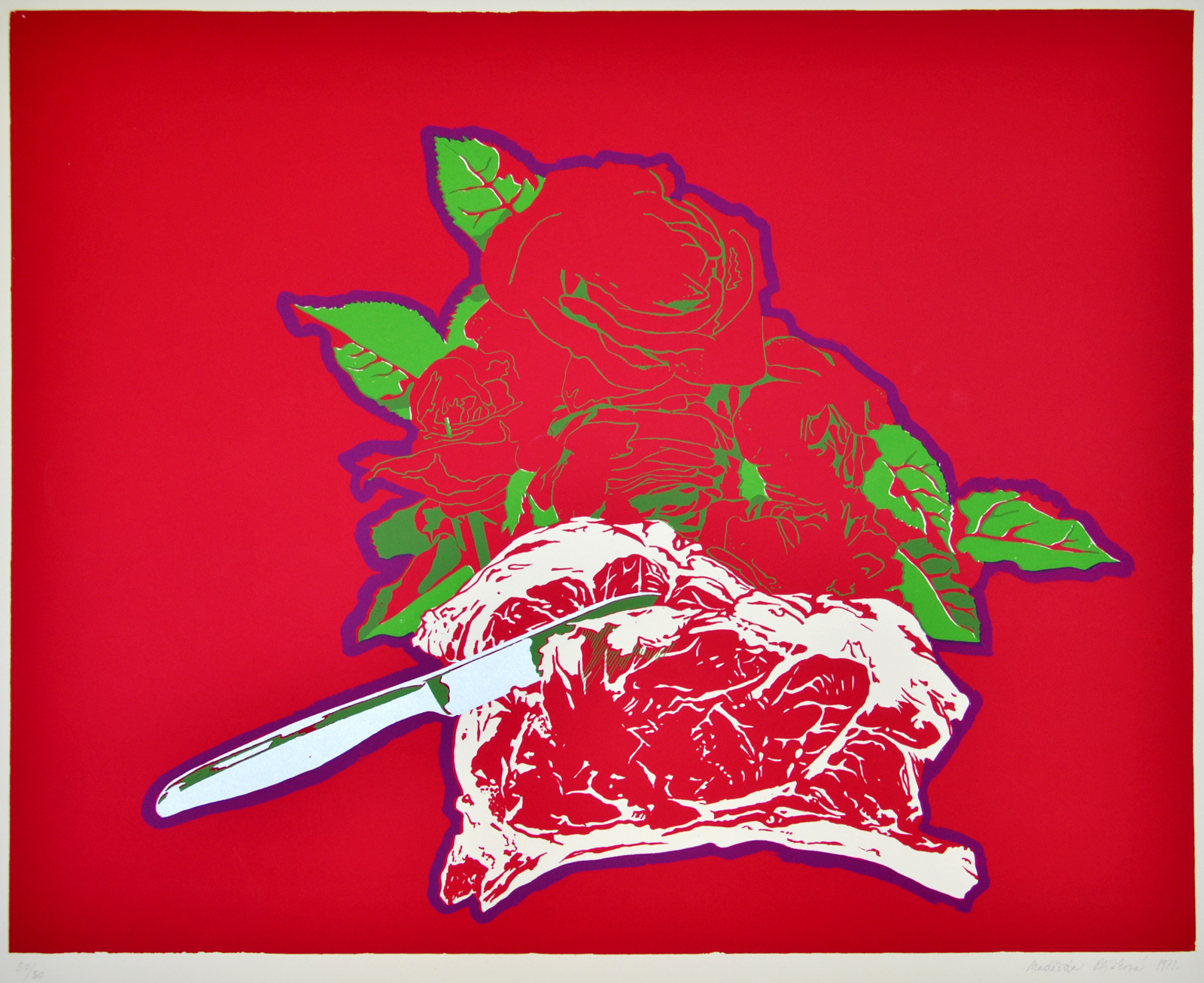
Bez názvu, bar. litografie, 42x51,5 cm, 1971
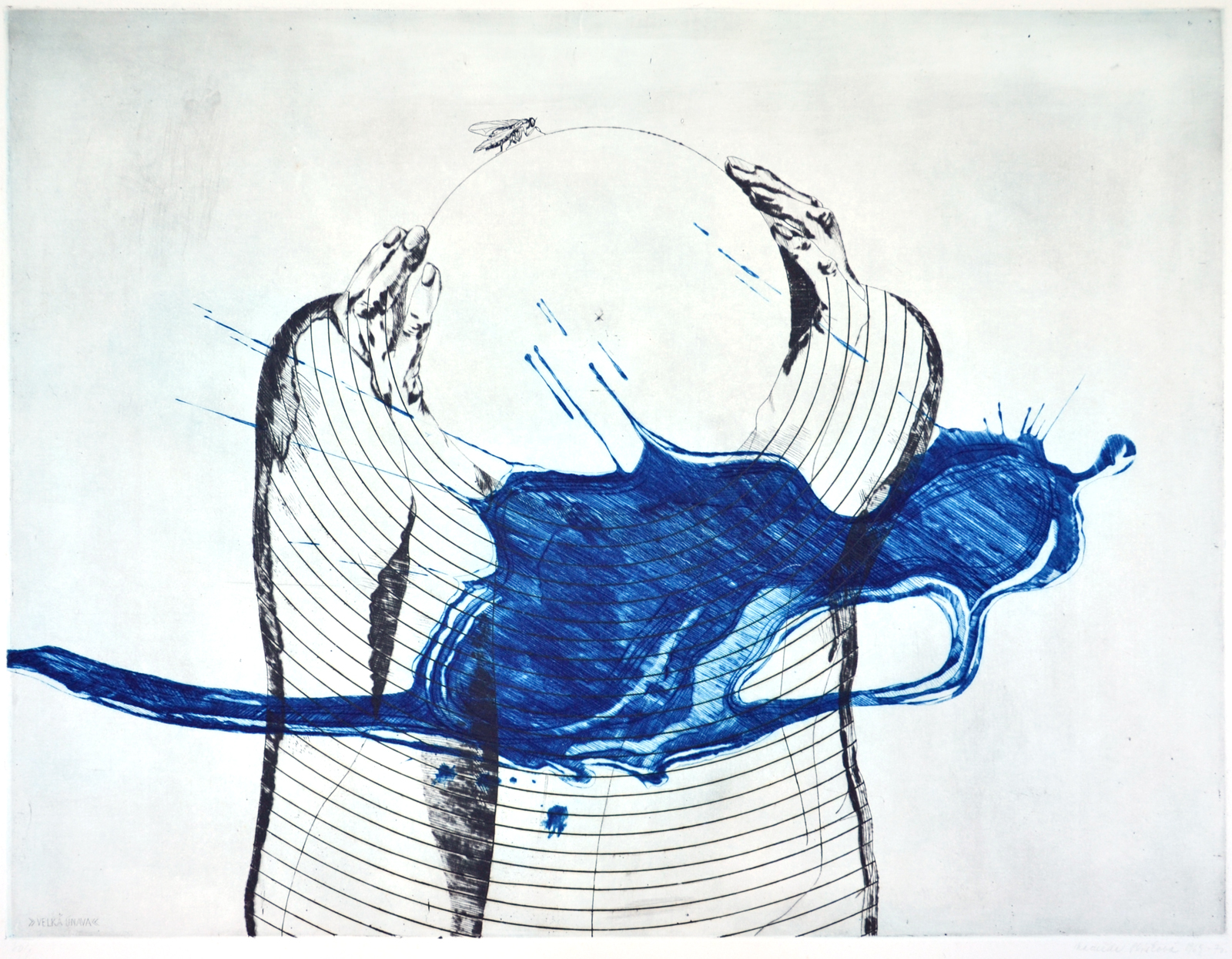
Velká únava, 1969–1970
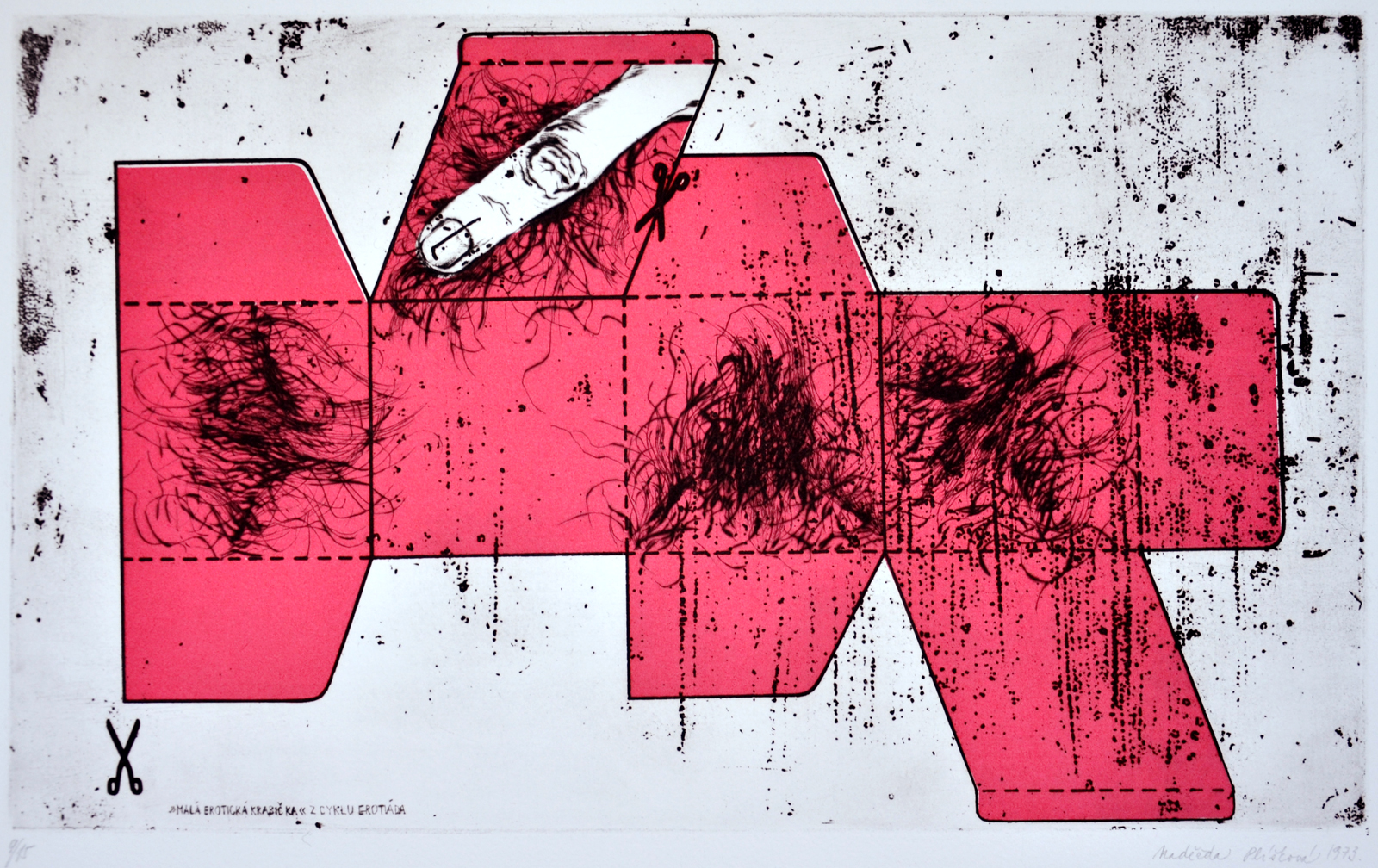
Malá erotická krabička (Z cyklu erotiáda), 1973
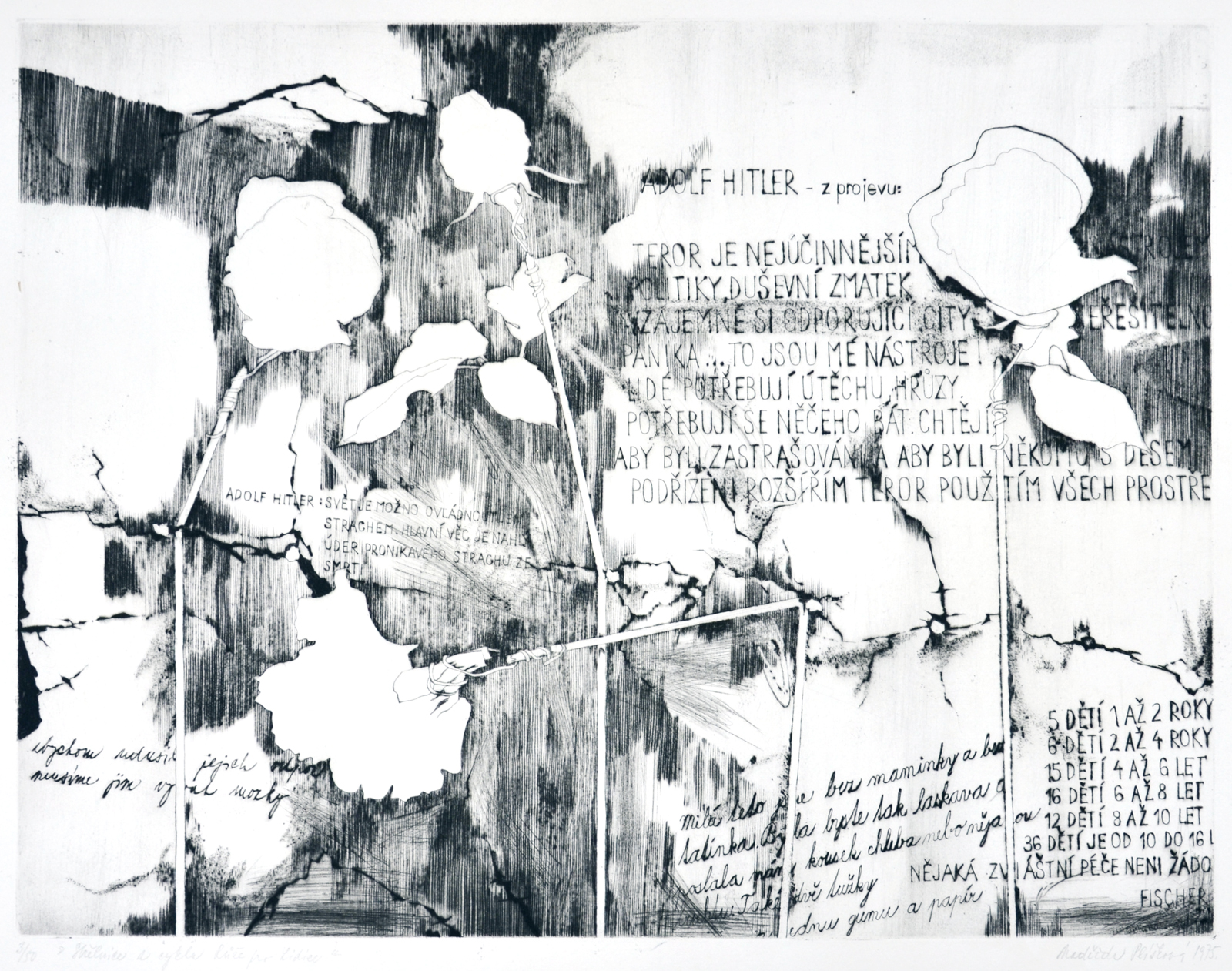
Střelnice (Z cyklu Růže pro Lidice), suchá jehla, 39 × 49,5 cm, 1975
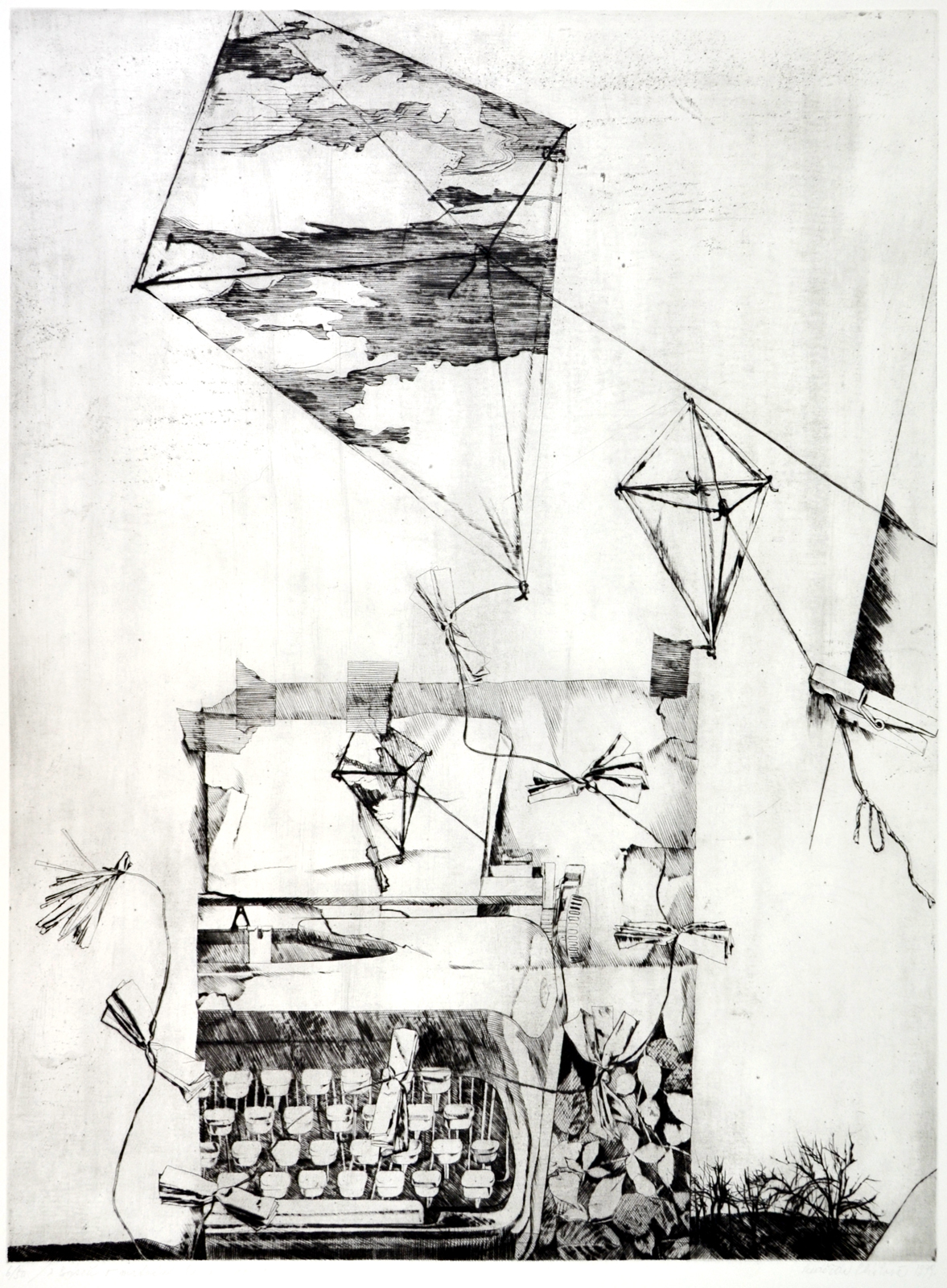
Báseň o mrtvém kamarádovi, 1979
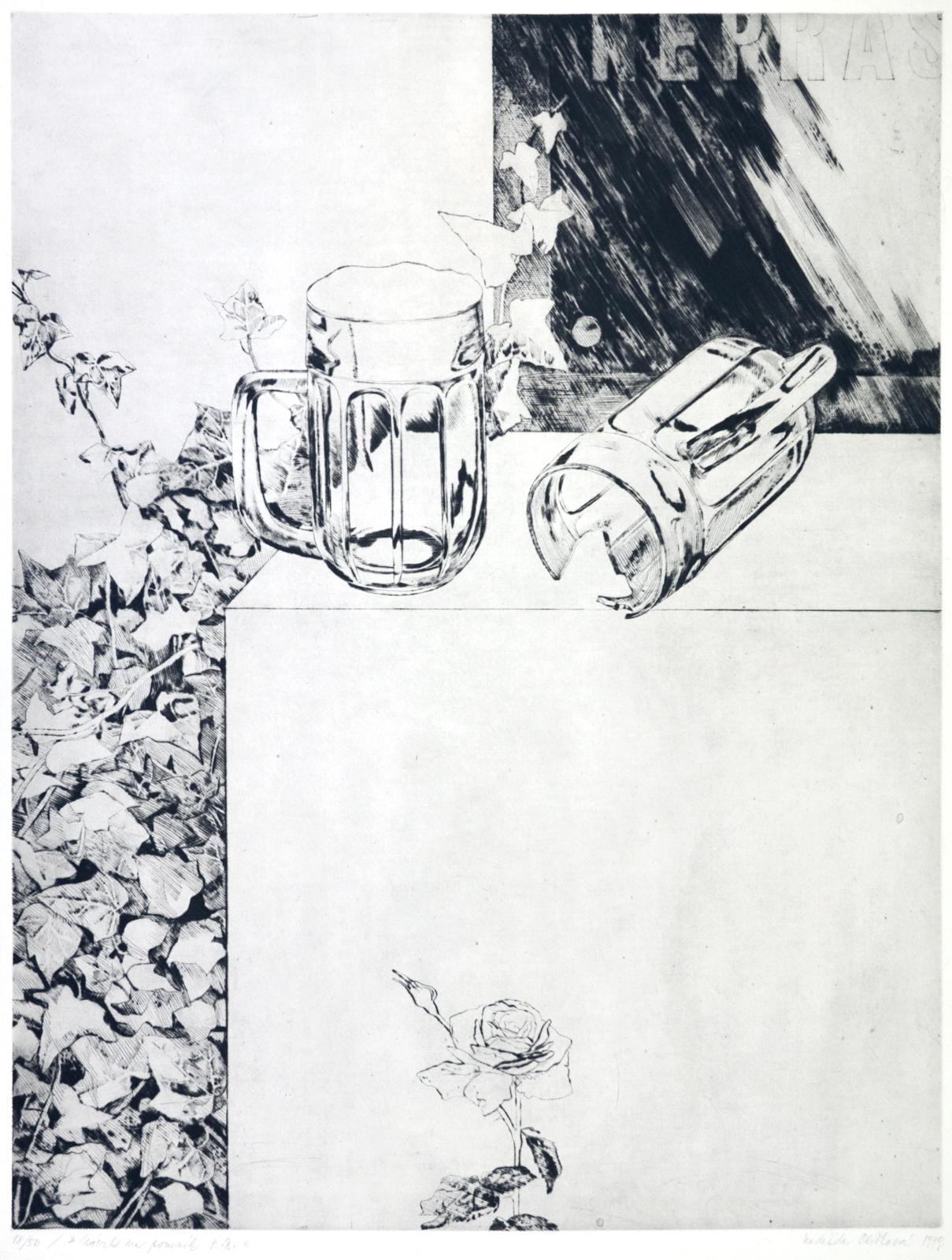
Návrh na pomník Karla Nepraše, 1979
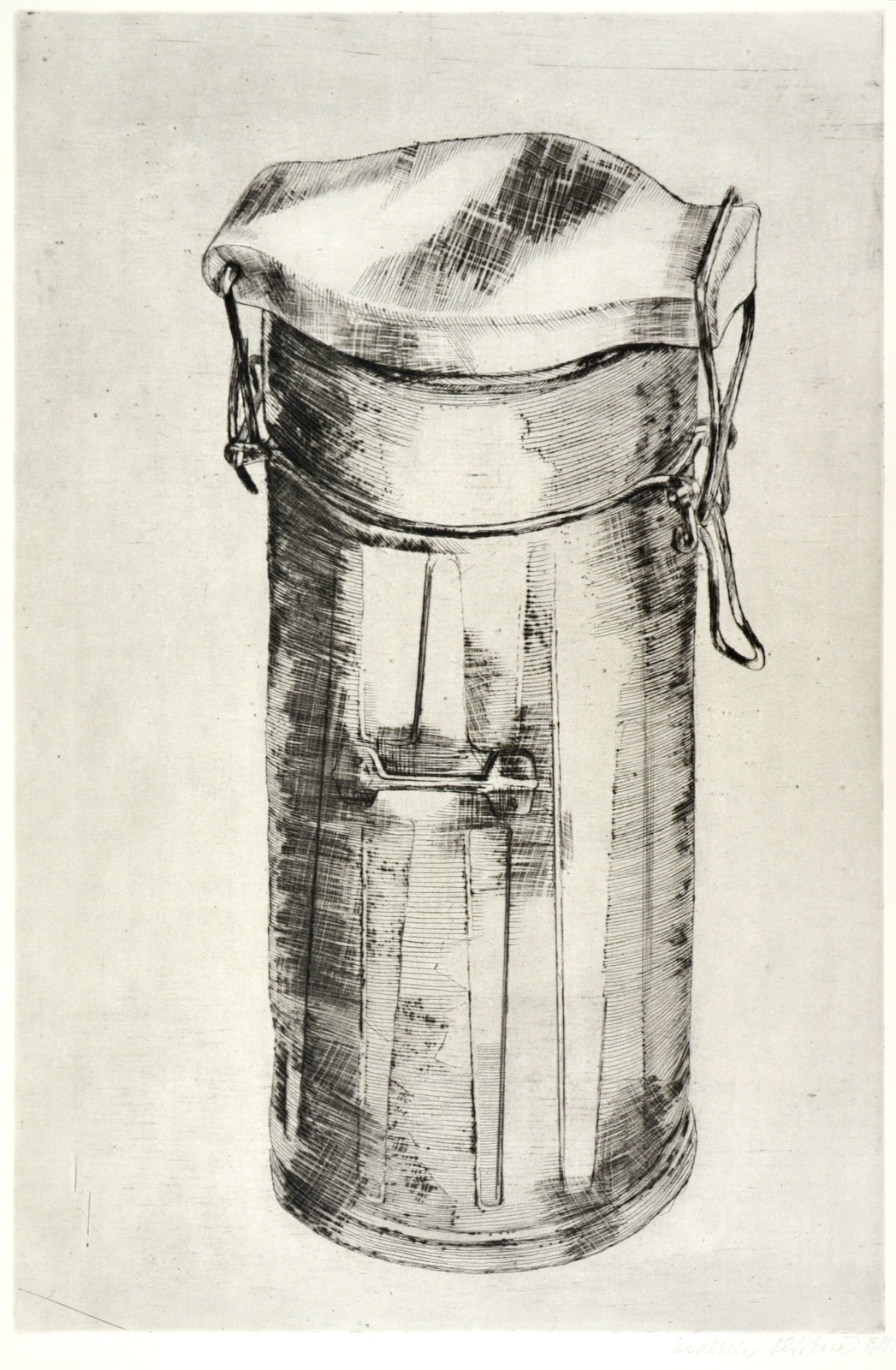
Bez názvu, suchá jehla, 49,5 × 32,5 cm, 1981
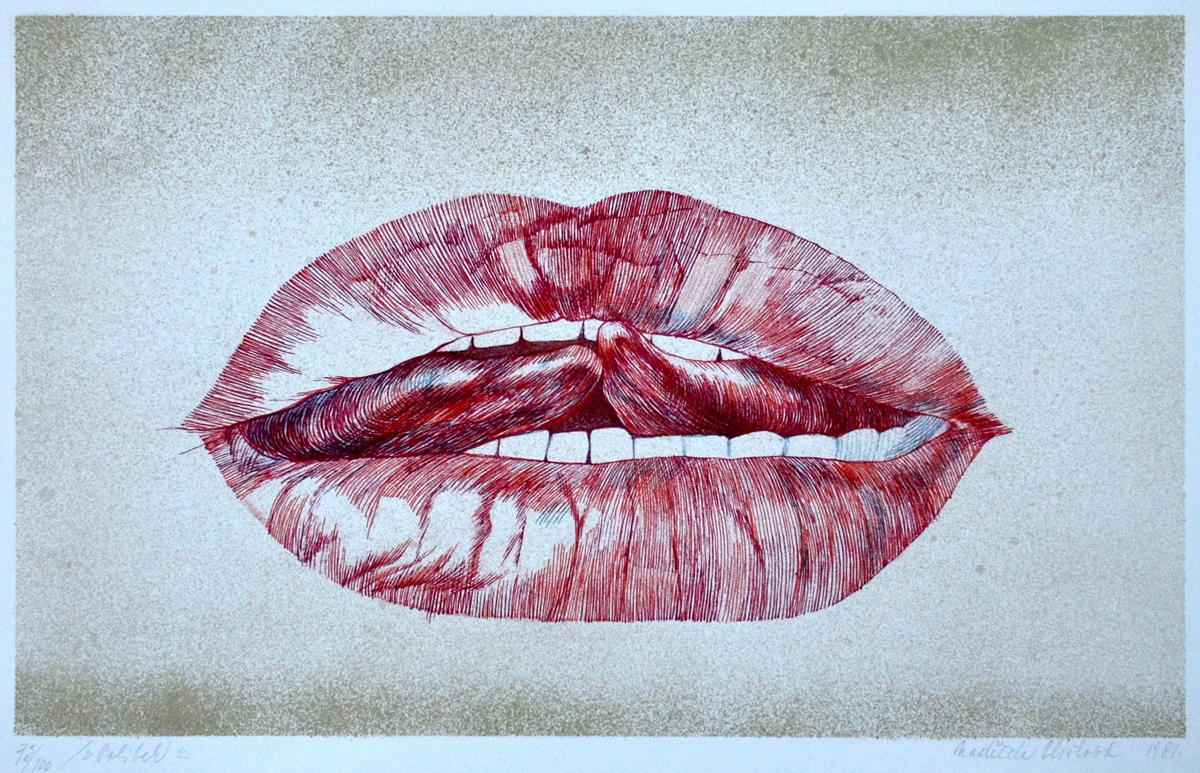
Polibek, kombinovaná technika, 1981

Naďa Plíšková pracovala v graﬁce tradičními technickými prostředky (převážně suchou jehlou a leptem), ale s netradičním viděním skutečnosti. Jindřich Chalupecký označuje její vnímání reality jako lyrický sarkasmus. „Za sarkasmem jejích grafik, o to krutějším, že je vyslovován s neosobností objektivního protokolu, je citovost, čelící neplodné banalitě života.“  Plíšková si s Chalupeckým dopisovala, ale nepřijímala jeho někdy až mentorský postoj k vlastní tvorbě ani jeho interpretaci tvorby Marcela Duchampa jako umělce-androgyna. Ve svém grafickém listu např. Duchampovo ready-made Fontána ironizovala jako Hommage á K.N. (1989).
Stejný životní pocit se promítá i do objektů, v nichž s nadhledem pohlíží jednak sama na sebe a jednak na všechno, co se kolem ní dělo a s čím se musela vyrovnávat. V době nejhlubšího společenského marasmu na počátku 80. let tvoří díla plná hořkého humoru (Čtyřhranné kolo, 1980; Pouzdro na pivo, 1981), ale počátkem let devadesátých se její tvorba dotýká stále více osobních témat a do textů i výtvarných děl se k nadsázce druží zatrpklost a ztráta naděje (kresba Na dně, 1990, Pomník pro mého muže, 1992, Můj pomník, 1997).

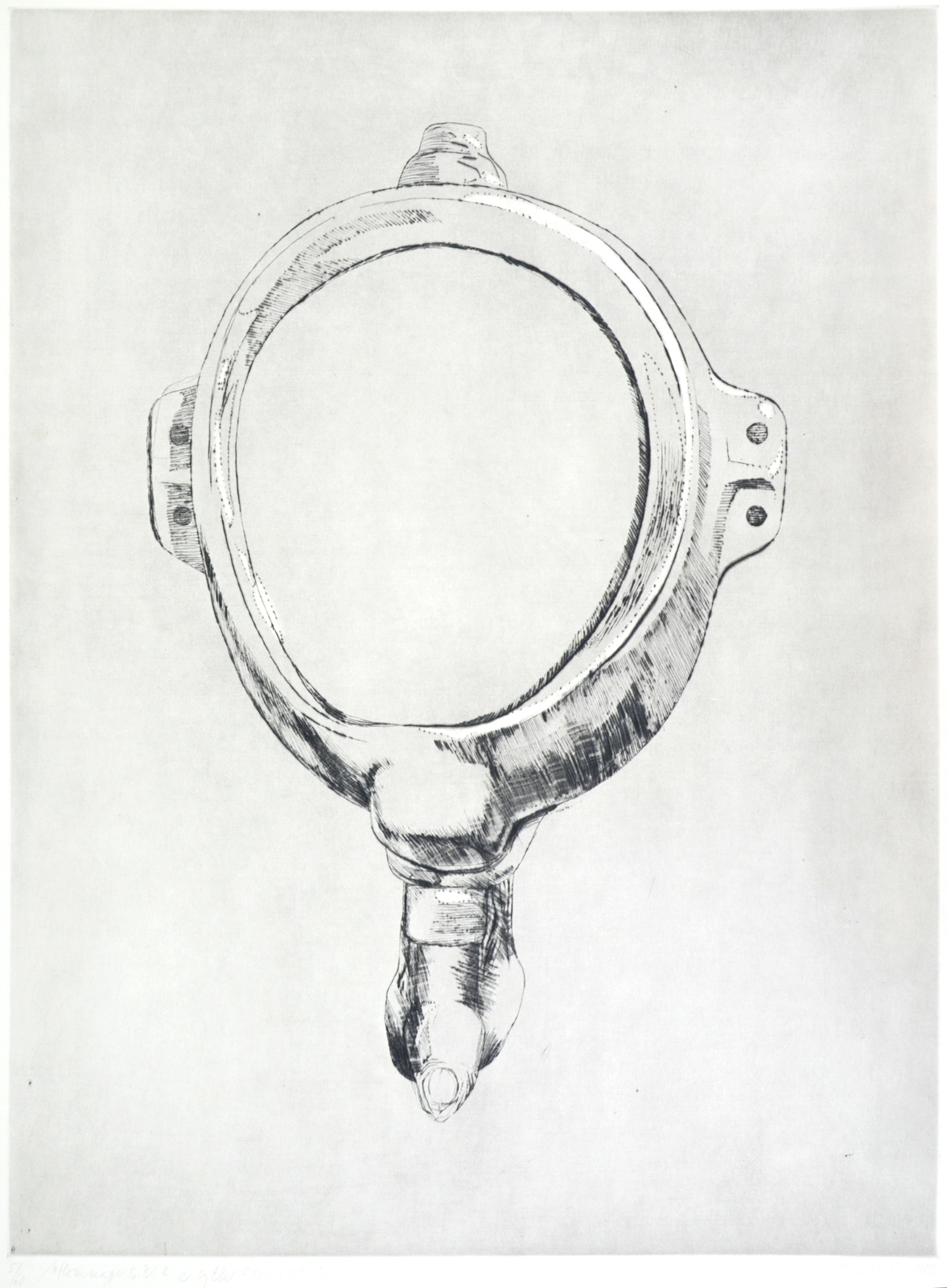
Hommage á K.N., Z cyklu erotický rok, 1989
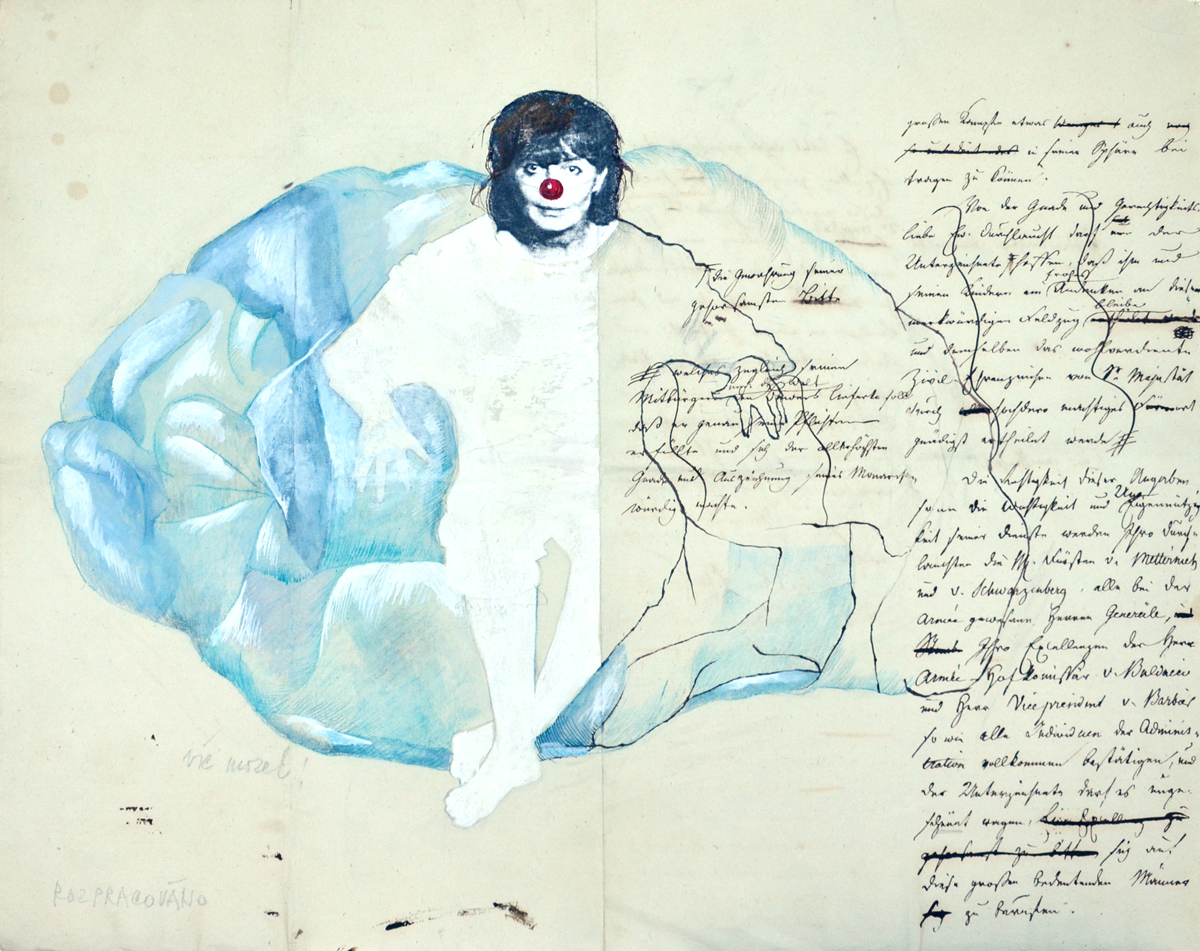
Kresba, 80. léta 20. stol.
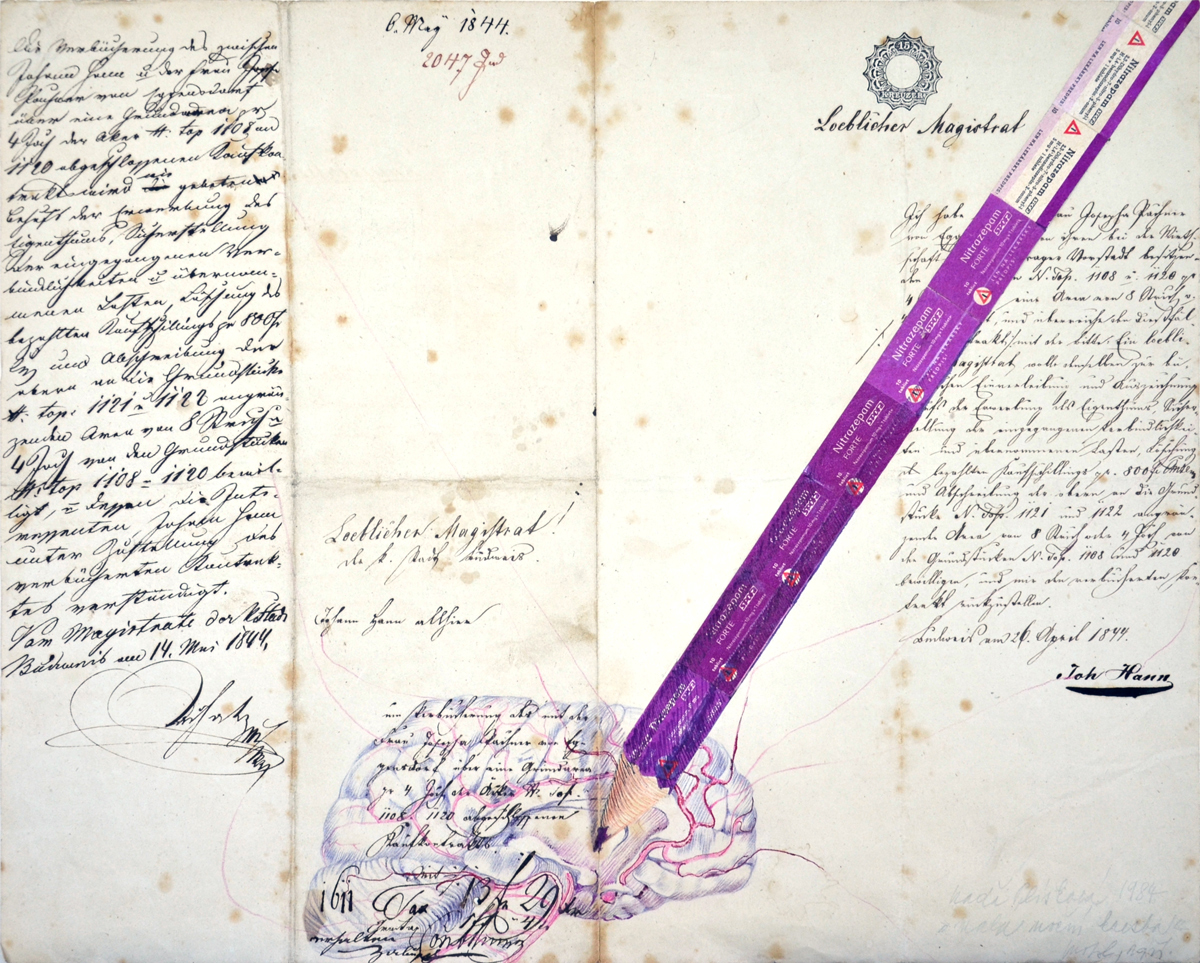
Malá noční kresba, 1984
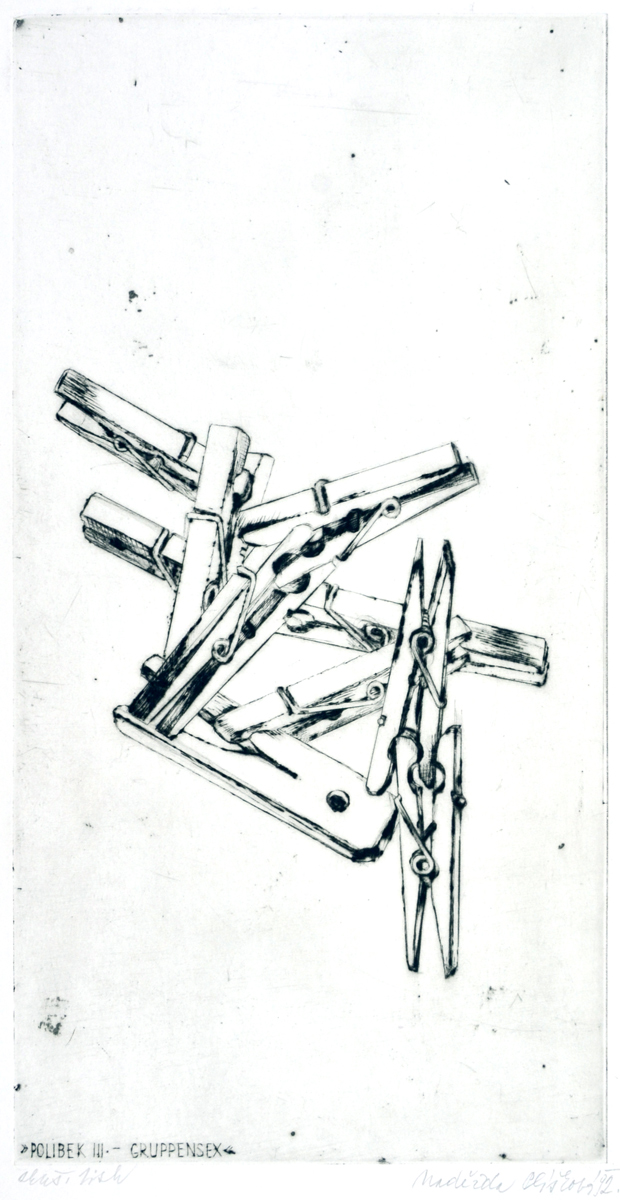
Polibek III Gruppensex, 1992

#### Školní kresby a raná díla

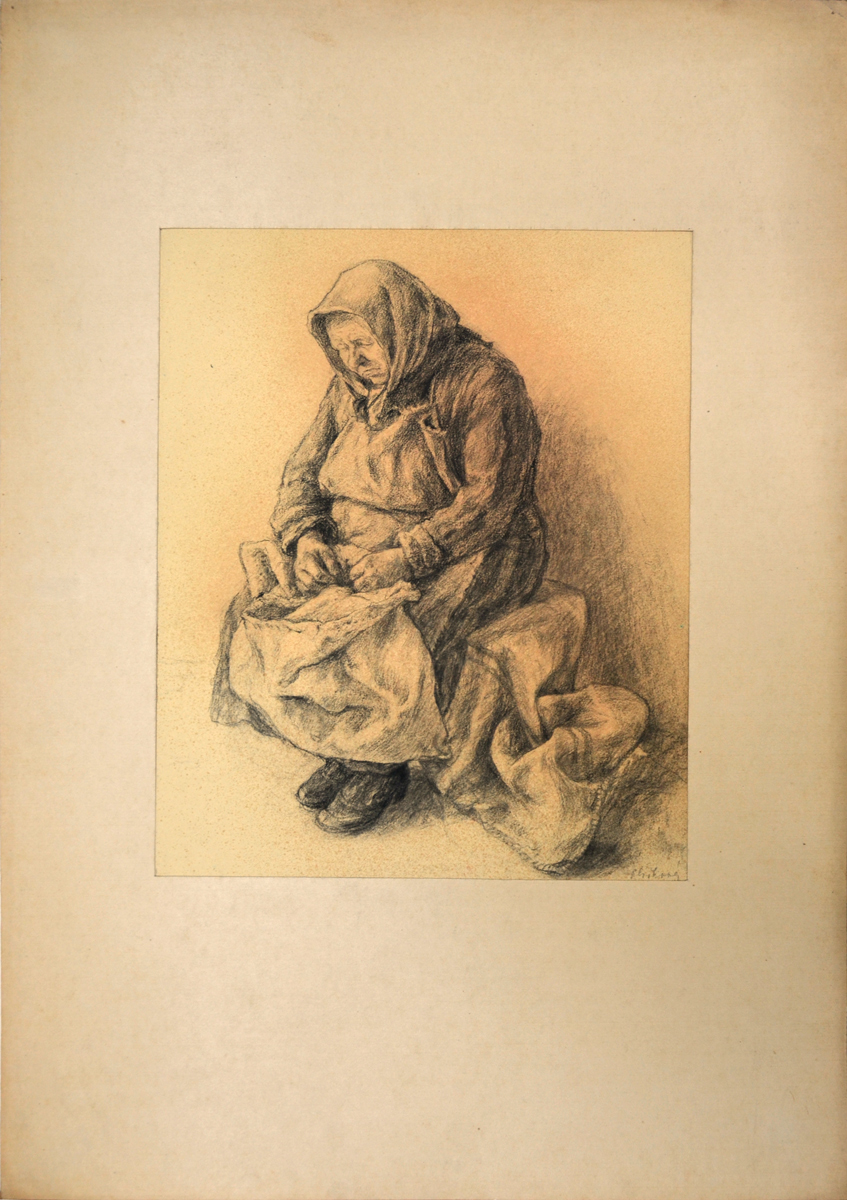
Naděžda Plíšková, Studie staré ženy, kresba tužkou, nedatováno
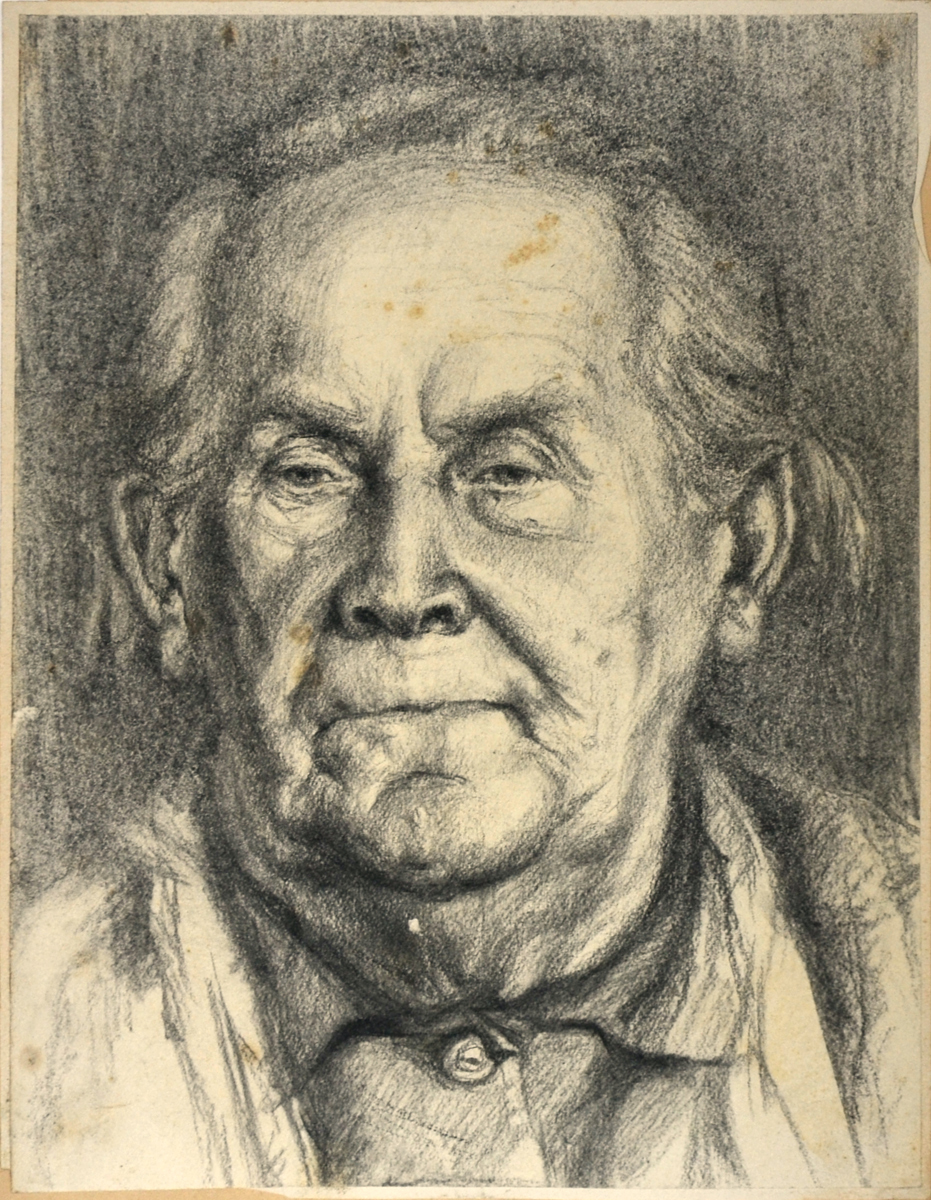
Naděžda Plíšková, Portrét (4), studie, kresba uhlem, nedatováno
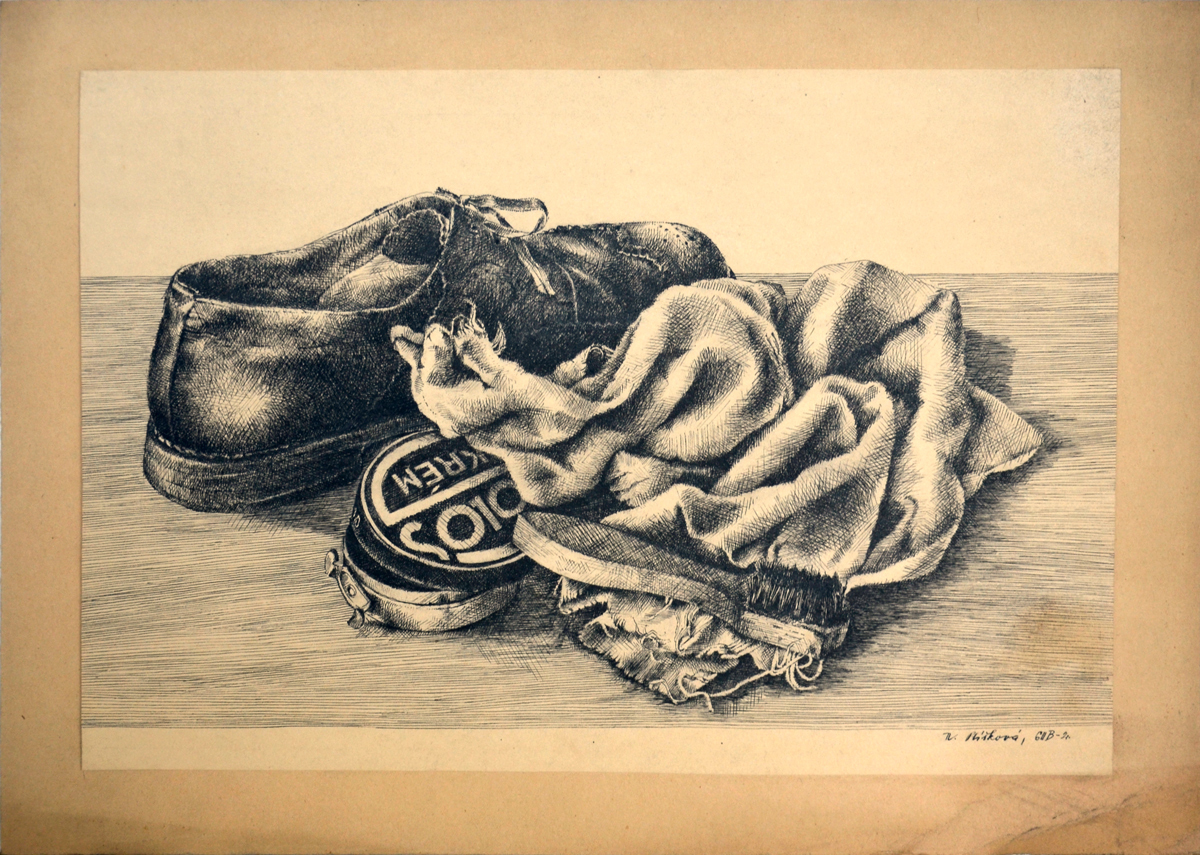
Naděžda Plíšková, klasifik. práce G II B, suchá jehla, 1952
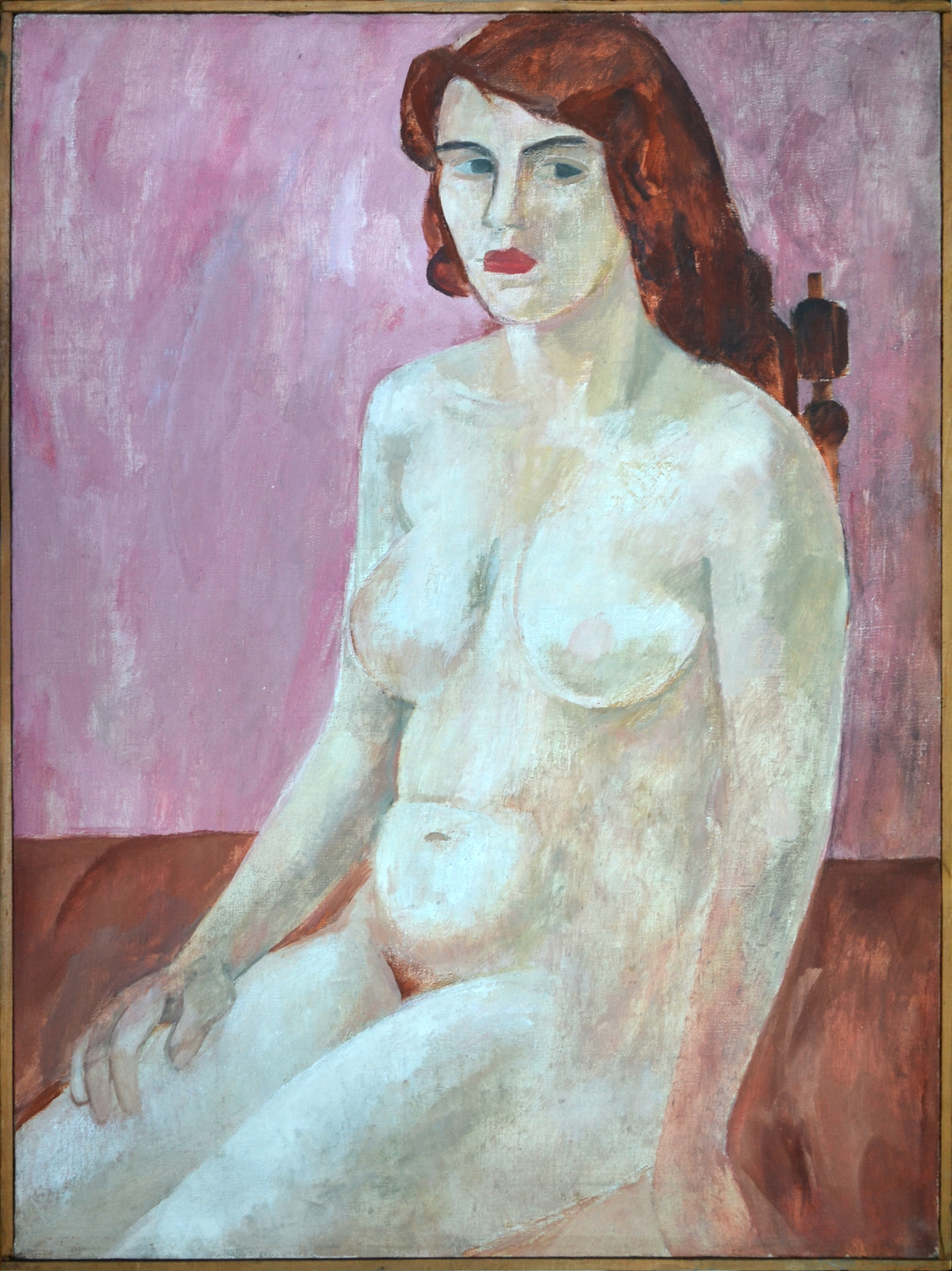
Naděžda Plíšková, Akt, olej na plátně, 50. léta 20. stol.
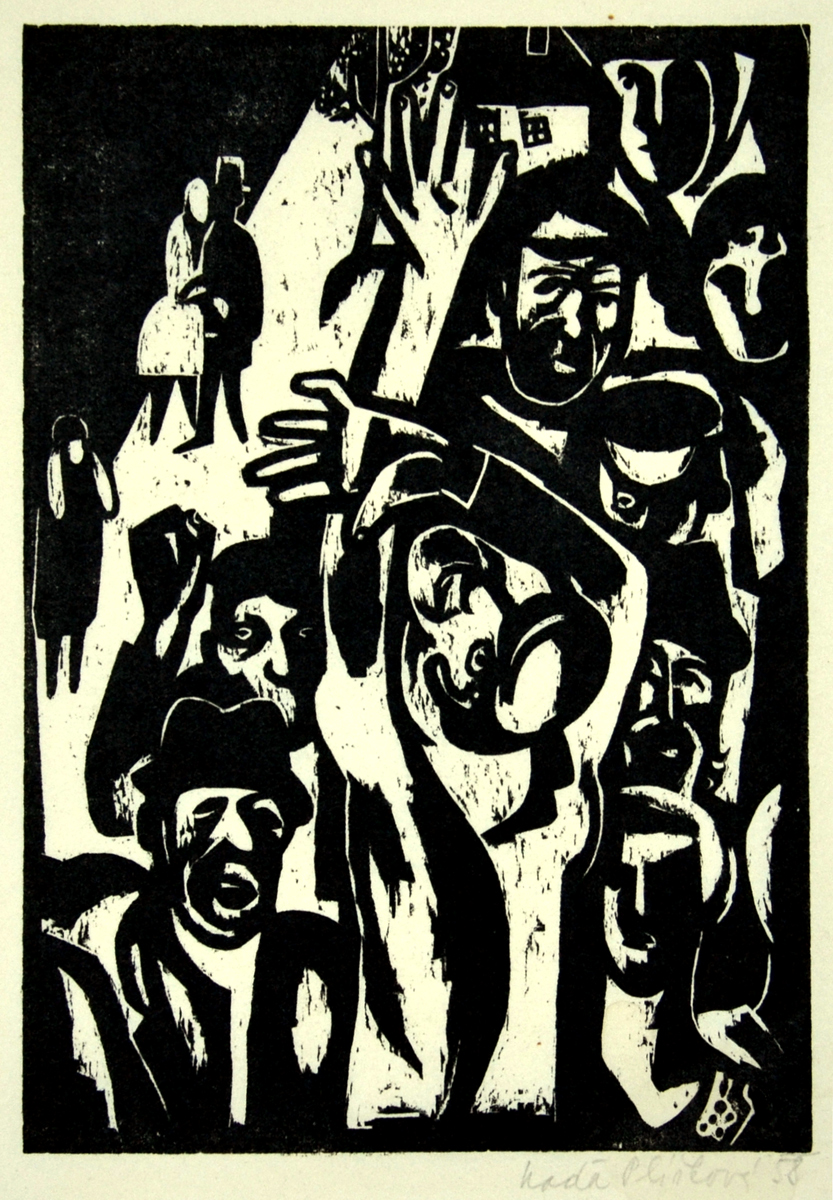
Naděžda Plíšková, ilustrace Čapka, dřevořez, 1958

### Zastoupení ve sbírkách
- Library of Congress, Washington D.C.
- Musée de l’art contemporaine, Paris
- Musée de la Ville de Paris
- Museo de Bellas Artes de Bilbao
- Museum Essen, Essen
- Kunsthalle, Darmstadt
- Owens Art Gallery Sackville, New Brunswick
- Národní galerie Praha
- Slovenská národná galéria
- Alšova jihočeská galerie v Hluboké nad Vltavou
- České muzeum výtvarných umění, Praha
- Galerie hlavního města Prahy
- Galerie moderního umění v Roudnici nad Labem
- Severočeská galerie výtvarného umění v Litoměřicích
- Oblastní galerie Liberec
- Galerie výtvarného umění v Ostravě
- Galerie umění Karlovy Vary
- Galerie výtvarného umění v Havlíčkově Brodě
- Galerie moderního umění v Hradci Králové
- Oblastní galerie Vysočiny v Jihlavě
- Galerie výtvarného umění v Hodoníně
- Muzeum umění a designu Benešov
- Soukromé sbírky doma i v zahraničí

### Výstavy

#### Autorské (výběr)
- 1967 Galerie mladých, Mánes, Praha
- 1968	Nadezda Pliskova & Jiri Balcar: Grafik, Galerie am Berg, Stuttgart
- 1968 Grafika, Malá galerie Československého spisovatele, Brno
- 1970 Grafika, sochy 1968–1970, Galerie Václava Špály, Praha
- 1973 Naděžda Plíšková, Kabinet grafiky, Brno
- 1978 Kresby, grafika, Kabinet grafiky, Olomouc
- 1981 Grafika – kresby – ex libris, Malá galerie Československého spisovatele
- 1982 Kresby a grafika, Výstaviště Černá Louka, Ostrava
- 1985 Něha (s Janem Steklíkem), Vysokoškolský klub Brno
- 1993 Revalvace, grafika, kresby, objekty, Galerie Hollar, Praha
- 1997 Grafiky, kresby, Oblastní galerie v Liberci
- 2000 Ticho se musí pěstovat, Galerie Montmartre, Praha, Galerie Gambit, Praha
- 2013 Grafika, objekty, Hollar, Praha
- 2014 Velké pivo, Dům U Jonáše, Pardubice
- 2015–2016 Naděžda Plíšková, Topičův salon, Praha
- 2019 Já, Naděžda Plíšková, Museum Kampa – Nadace Jana a Medy Mládkových, Praha

#### Společné (výběr)
- 1960 Nová grafika členů a hostů SČUG Hollar, Galerie Hollar, Praha
- 1961 1. pražský festival mladé grafiky, Uměleckoprůmyslové museum, Praha
- 1961 Ilustrační tvorba, Galerie mladých, Praha
- 1965	Výstava mladých, ÚLUV, Praha
- 1965	Grafika 65, Vlastivědné museum, Písek
- 1965	Keramik aus 12 ländern, Internationaler Künstlerclub IKC (Palais Pálffy), Vídeň
- 1966 	Jarní výstava 1966, Mánes, Praha
- 1966	Výstava mladých / Exposition des jeunes, Dům pánů z Kunštátu, Brno
- 1966	Junge tschechische Grafik, Heidelberg
- 1967	15 grafiků, Galerie Václava Špály, Praha
- 1967	Tschechische Kunst, Göhrde
- 1967	Výstava mladých ´67, ÚLUV, Praha
- 1967 	17 tsjechische kunstenaars (17 českých umělců), Galerie Orez, Den Haag
- 1968	Kunstamt Wilmersdorf, Berlín
- 1968 	Sex Från Prag, Konstforum, Norrköping, Stenhusgården, Linköping
- 1968	Nové věci, Galerie Václava Špály, Praha
- 1968	VI. Internationale ausstellung Graphik, Europahaus Wien
- 1968 1. bienále, Oblastní galerie Vysočiny v Jihlavě
- 1968	výstavy současné české grafiky, Bělehrad, Ottawa, Washington
- 1968	300 malířů, sochařů, grafiků 5 generací k 50 létům republiky, Praha
- 1969	Zestien Tsjechische kunstenaars: Dertien grafici en drie keramisten, Amsterdam
- 1969	Junge Künstler aus der ČSSR, Berlín
- 1969 	6 Graveurs de Prague, Galerie La Hune, Paříž
- 1969 	Výstava mladých ´69, ÚLUV, Praha
- 1969 	Salon de Mai, Sales d’Exposition Wilson, Paříž (Paris)
- 1969–1970 Nová figurace, Mánes, Praha, Dům umění města Brna
- 1969–1970 Recent Graphics from Prague, 12th Floor Gallery, Los Angeles
- 1970 Graveurs tchécoslovaques contemporains, Cabinet d'arts graphiques, Ženeva
- 1970 Naděžda Plíšková: Grafika, sochy, kresby, Karel Nepraš: Račte točit (sochy, kresby, grafika), Havlíčkův Brod
- 1971 SČUG Hollar: Grafika 71, Mánes, Praha
- 1971 45 zeitgenössische künstler aus der Tschechoslowakei: Malerei, Plastik, Grafik, Glasobjekte, Baukunst, Kolín nad Rýnem
- 1971	Werken van Tsjechoslowaakse Grafici 1960-1970, Utrecht
- 1973 	Art tchèque contemporain. Fribourg
- 1978	Christchurch Art Festival, Robert McDougall Art Gallery, Christchurch
- 1980	Die Kunst Osteuropas im 20. Jahrhundert, Garmisch-Partenkirchen
- 1986	Grafické techniky II. Tisk z hloubky, Galerie d, Praha
- 1987	Současné české exlibris, Chrudim
- 1988 Humor ´88, Kresby, obrazy, plastiky, objekty, Hradec Králové, Nové Město na Moravě
- 1988 	Salón pražských výtvarných umělců '88, PKOJF Praha
- 1989	Současná česká grafika, Mánes, Praha
- 1990	Image Imprimée de Tchécoslovaquie. Affiche, gravure, illustration, La Louviere
- 1990	SČUG Hollar: Členská jubilejní výstava prací z období 1970–1990, Galerie Václava Špály, Praha
- 1990 	Volné sdružení Tolerance, Galerie Československý spisovatel, Praha
- 1991	Kresba, Galerie Hollar, Praha
- 1991–1992 K.Š. Křižovnická škola čistého humoru bez vtipu, SG Praha, GMU Hradec Králové, DU Ostrava, KG Olomouc
- 1992 	SČUG Hollar: Členská výstava k 75. výročí založení, Mánes, Praha
- 1992 	Naďa Plíšková: Grafiky – plastika, Karel Nepraš: Kresby – plastika, Sovinec
- 1993–1994 Nová figurace, SGVU Litoměřice, VČG Pardubice, MG Brno, DU Opava, OGV Jihlava
- 1994 	Česká grafika šedesátých let, Palác Kinských, Praha
- 1995	Umělecká beseda 1995, Mánes, Praha
- 1995	Grafik tschechischer Künstler, Bad Steben
- 1996–1997 Umění zastaveného času / Art when time stood still, Česká výtvarná scéna 1969–1985, Praha, Brno, Cheb
- 1997 Hollar 80 1917–1997, Staroměstská radnice, Praha
- 1999–2000 Umění zrychleného času. Česká výtvarná scéna 1958–1968, Praha, Cheb
- 2002	Česká grafika. Půlstoletí proměn moderní grafické tvorby, Mánes, Praha
- 2003 	Práce na papíře : výběr kreseb, grafik a koláží českých umělců ze sbírky Jana a Medy Mládkových, Dům U Kamenného zvonu, Praha
- 2005 	Strength and Will: Czech Prints from behind the Iron Curtain, Anne and Jacques Baruch Collection, Cincinnati Art Museum, Cincinnati
- 2005 Œuvres graphiques des années 60, Centre tchèque Paris, Paříž
- 2005	Kresba a grafika 60. let, Wortnerův dům AJG, České Budějovice
- 2006 	Česká grafika 60. let, Galerie Hollar, Praha
- 2006 	České umění XX. století: 1940–1970, AJG v Hluboké nad Vltavou
- 2007 Karel Nepraš a přátelé, Alternativa, Zlín
- 2007–2008 Soustředěný pohled / Focused View. Grafika 60. let, OG Liberec, OGV Jihlava